# Oyonnax Rugby
Pour les articles homonymes, voir USO.
Maillots
Actualités
L'Oyonnax Rugby, est un club français de rugby à XV fondé en 1942 en tant que section rugby à XV de l'Union sportive d'Oyonnax et basé à Oyonnax dans le département de l'Ain. Il évolue au stade Charles-Mathon.
Le club est présidé par Dougal Bendjaballah et Fabien Cibray en est le manager sportif. Le club évolue en Pro D2 en 2025-2026.
Il est triple champion de France de Pro D2 (2013, 2017, 2023).
Ces titres s'ajoutent au palmarès du club avec aussi un titre de champion de France de Nationale 1 en 2001 et une coupe de l’Espérance en 1991.

## Histoire

Oyonnax, située dans la partie nord-est du département de l'Ain et la région Auvergne-Rhône-Alpes.

### Prémices du rugby à Oyonnax
L'histoire du rugby à Oyonnax débute en 1909 lorsque Jules Verchère fonde un petit club local nommé Club sportif oyonnaxien.
À cette époque, la ville d’Oyonnax comportait trois clubs de rugby :
- le Club sportif oyonnaxien (CSO) ;
- l’Avenir d’Oyonnax ;
- le Club des sports ouvriers ;

En 1942, ces trois clubs fusionnèrent pour former l’USO : Union sportive oyonnaxienne, nom qui traversera les années jusqu'en 2018.

### Vice-champion de France de2edivisionet1refois en1redivision (1967)
Oyonnax progresse dans la hiérarchie nationale en se qualifiant régulièrement pour les phases finales du championnat de France de 2e division.
En 1964, Oyonnax n'est éliminé qu'en huitième de finale par Condom.
En 1967, l'US Oyonnax dispute la finale du championnat de France de 2e division défait par le CA Castelsarrasinois sur le score de 11 à 6. Mais cela n’empêche pas au club de monter en première division, un championnat divisé en huit groupes et qui regroupe les soixante-quatre meilleurs club français.
Les saisons en première division sont difficiles comme en 1969 où l'USO arrache sa qualification lors de la dernière journée du Championnat mais il y reste sans discontinuer pendant cinq saisons, de la saison 67-68 à la saison 71-72 avant de descendre en seconde division pour la saison 72-73 disputant la demi-finale en 1974 lui permettant de retrouver la première division pour la saison 1974-1975. avant de retomber en troisième division au milieu des années 1980. Le retour en première division est effectif en 1988, et l'USO remporte le championnat en 2001. Il y reste jusqu'en 2003 où une victoire contre son rival de l'US bressane en demi-finale lui permet d'accéder à la deuxième division professionnelle du rugby français, le championnat de Pro D2. La finale contre Limoges est perdue sur le score de 20 à 18.
Le 1er juillet 2006, la SASP Oyonnax Rugby est créé conformément aux exigences de la Ligue nationale de rugby.

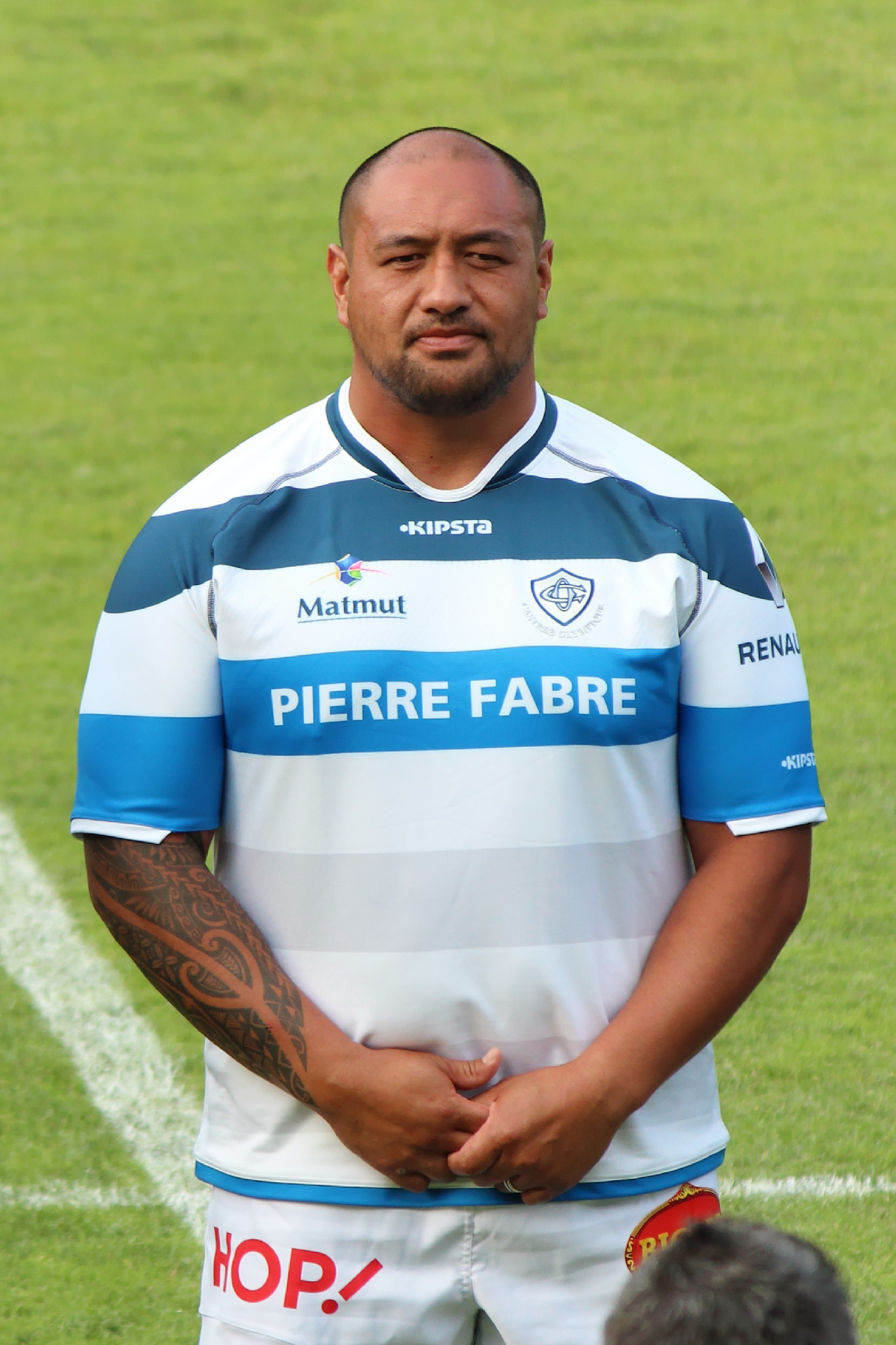
Karena Wihongi

### L'ère Urios (2007-2015)

#### 1reéquipe de Pro D2 à gagner une demi finale à l’extérieur (2009)
Au printemps 2009, après une très bonne fin de saison (Victoires à l'extérieur à Grenoble et à Narbonne lors des deux dernières journées), le club termine 5e de la Pro D2 et se qualifie pour la première fois pour une demi-finale. La demi-finale se joue face à Agen (au stade Armandie), et est remportée 18-15 par Oyonnax, ce qui en fait la première équipe de Pro D2 à gagner une demi-finale à l'extérieur. La finale d'accession contre Albi, le 31 mai 2009 au stade Yves du Manoir de Montpellier, est perdue sur le score de 14-12 : L'USO a bénéficié d'un coup de pied de pénalité "sur la sirène" à 60 m, mais le coup de pied de Sébastien Bouillot est passé quelques centimètres sous la barre transversale, donnant du même coup la victoire au SC Albi.

#### Devant 37 000 spectateurs, l’USO vainqueur à Gerland face au LOU (2011)

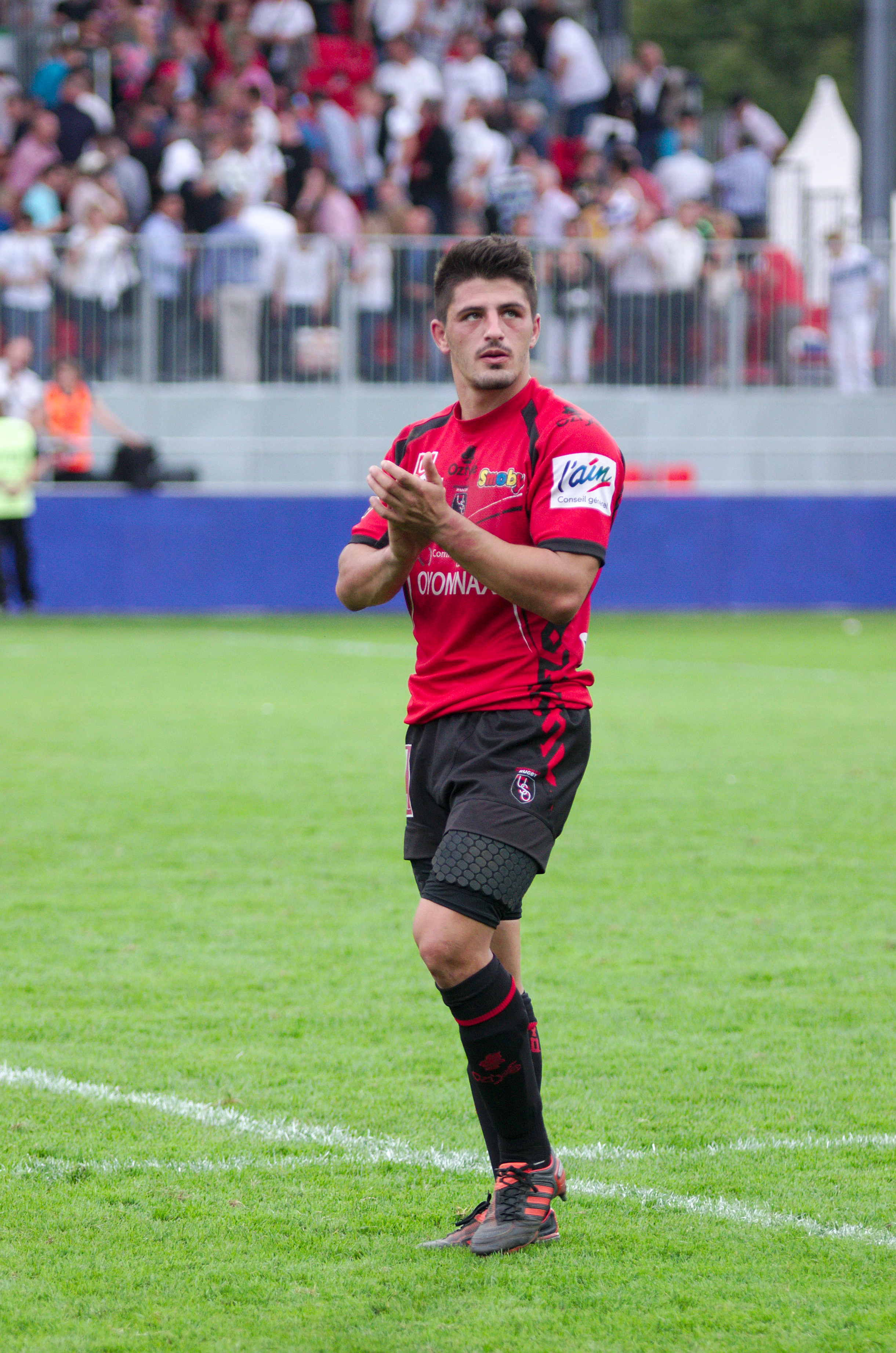
Jonathan Bousquet

Le 17 avril 2011, à la 28e journée du championnat de France de Pro D2, alors qu'elle n'a plus rien à espérer, l'USO va réaliser un exploit retentissant : celui de s'imposer 19-18 au stade de Gerland, à Lyon, contre une équipe du LOU leader et promise à la montée directe en Top 14. Cet exploit est d'autant plus phénoménal qu'il s'agissait ce soir-là du record d'affluence pour un match de Pro D2 (env. 37000 spectateurs) et de la première défaite de la saison à domicile des Lyonnais. Au terme d'un match très accroché, mais au cours duquel les Haut-Bugistes auront dominé, Jonathan Bousquet va passer un drop de 40 mètres à une minute de la sirène qui donnera la victoire aux siens. Ce dernier, qui d'ailleurs inscrit l'intégralité des points de son équipe, aura aussi réussi un "Full House", c'est-à-dire scorer de toutes les façons possibles au cours du même match.

#### Champion de France de Pro D2 et1reaccession au Top 14 (2013)
À l'issue de la saison 2012-2013, l'USO accède au Top 14 pour la première fois de son histoire. Le club fut en effet classé premier de Pro D2 dès la 4e journée. L'US Oyonnax valide définitivement son billet pour l'élite lors de la 27e journée de pro D2 à Brive, où le club obtient le dernier point nécessaire.

#### Barragiste contre le Stade toulousain en Top 14 et qualification en Coupe d'Europe (2015)
À l'issue de la saison 2014-2015, l'USO finit sixième de la saison régulière et dispute pour la première fois de son histoire les barrages à Toulouse (au stade Ernest-Wallon) le 29 mai 2015, ils s'y inclinent sur le fil sur le score de 20-19, après avoir pourtant mené à partir de la fin de la 1re mi-temps avec l'essai inscrit par Hemani Paea, c'est finalement le jeune pilier toulousain Cyril Baille qui inscrit l'essai de la victoire pour le Stade toulousain à la 74e minute, malgré la réussite au pied du buteur oyonnaxien Benjamín Urdapilleta.
L'entraîneur Christophe Urios et quelques joueurs majeurs comme Thibault Lasalle, Antoine Tichit, élu meilleur pilier gauche de la saison selon Rugbyrama, L'Équipe et le Rugbynistère et Benjamin Urdapilleta quittent l'USO pour rejoindre le Castres olympique.
Composition de l'équipe barragiste du Top 14 en 2015 :
1. Antoine Tichit  2. Jody Jenneker 3. Marc Clerc 

4. Leon Power 5. Thibault Lassalle 

6. Maurie Fa'asavalu 8. Viliami Ma'afu 7. Olivier Missoup 

9. Fabien Cibray 10. Benjamín Urdapilleta 

11. Alaska Taufa 12. Hemani Paea 13. Pierre Aguillon 14. Silvère Tian 

15. Florian Denos 

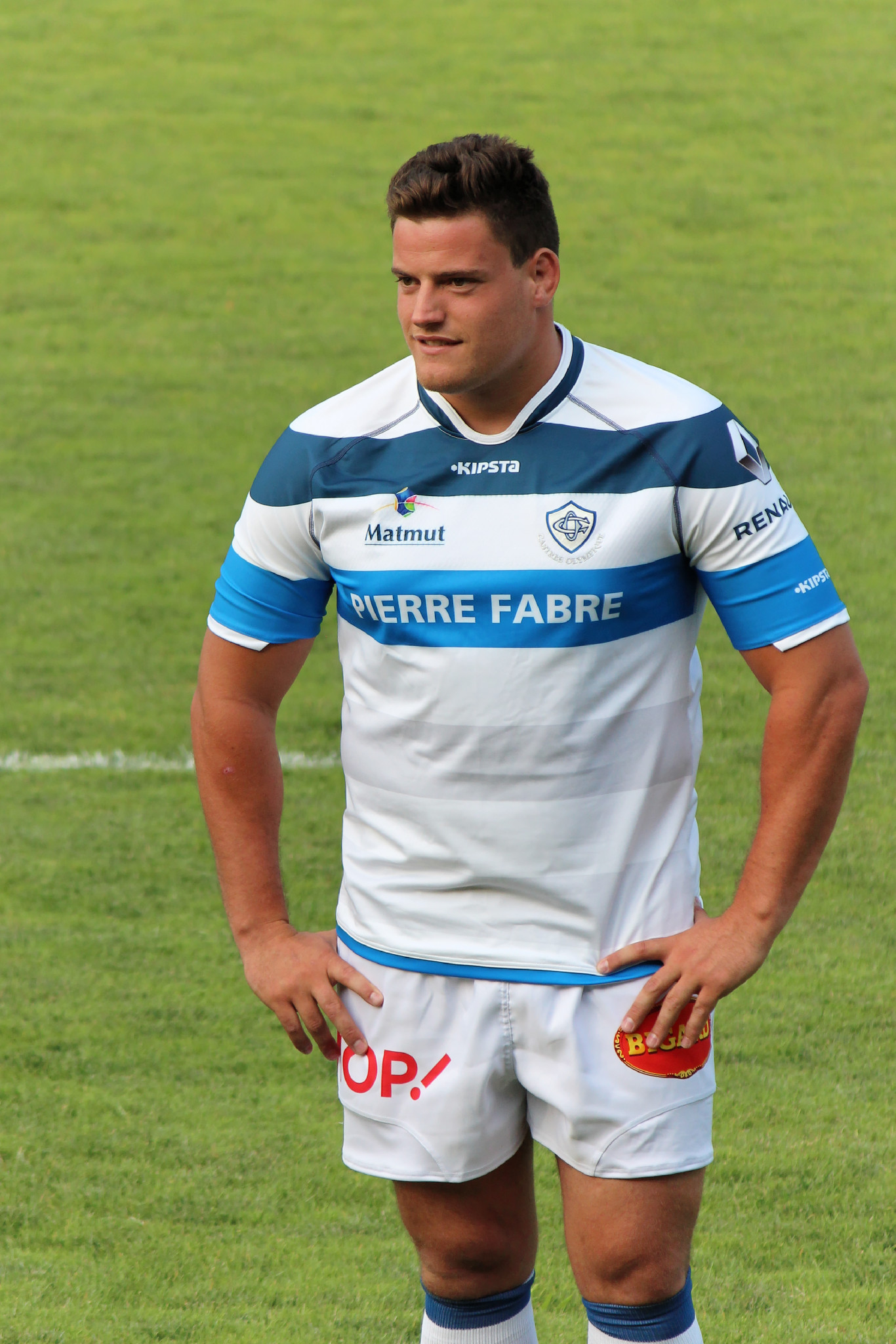
Antoine Tichit
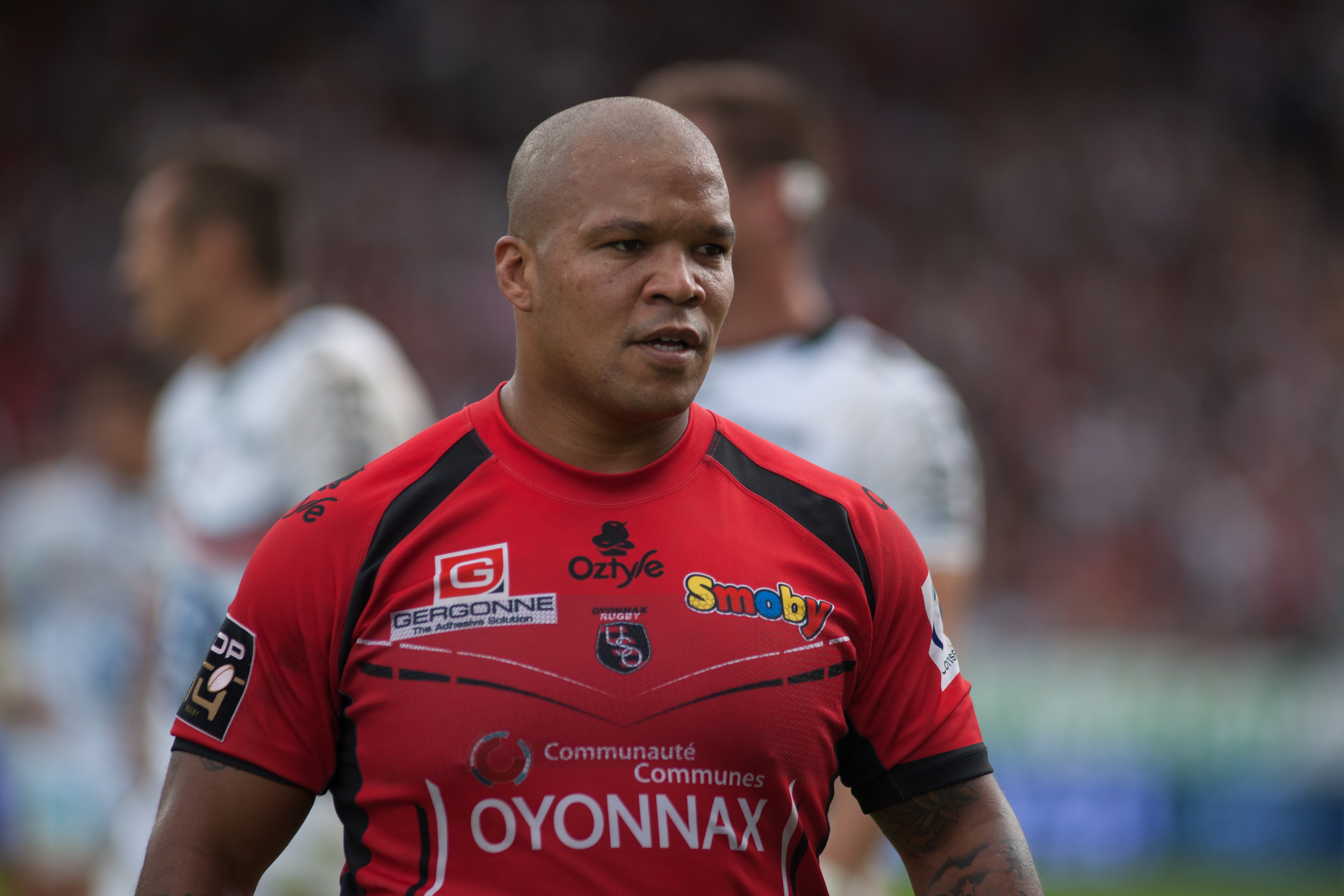
Jody Jenneker
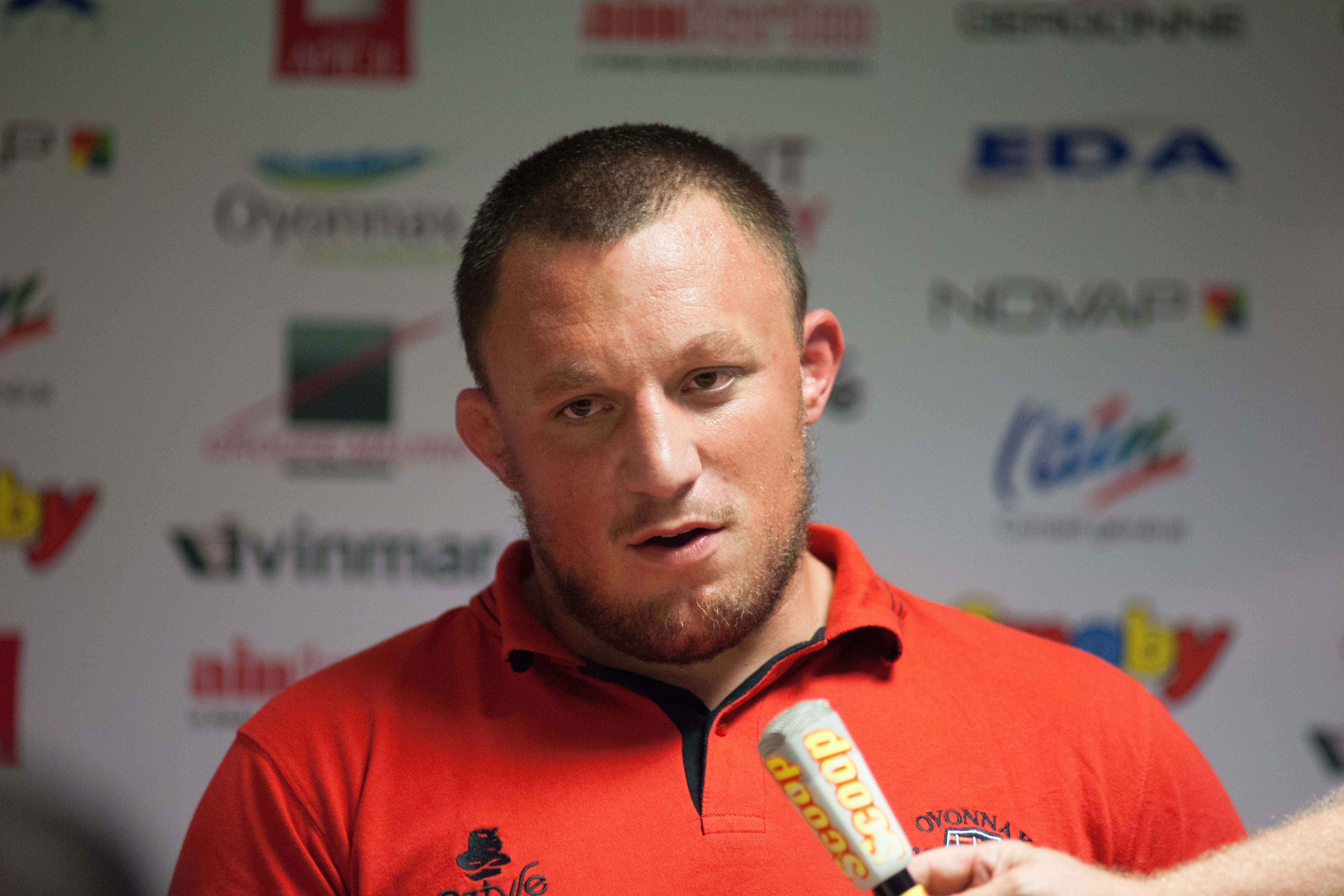
Marc Clerc
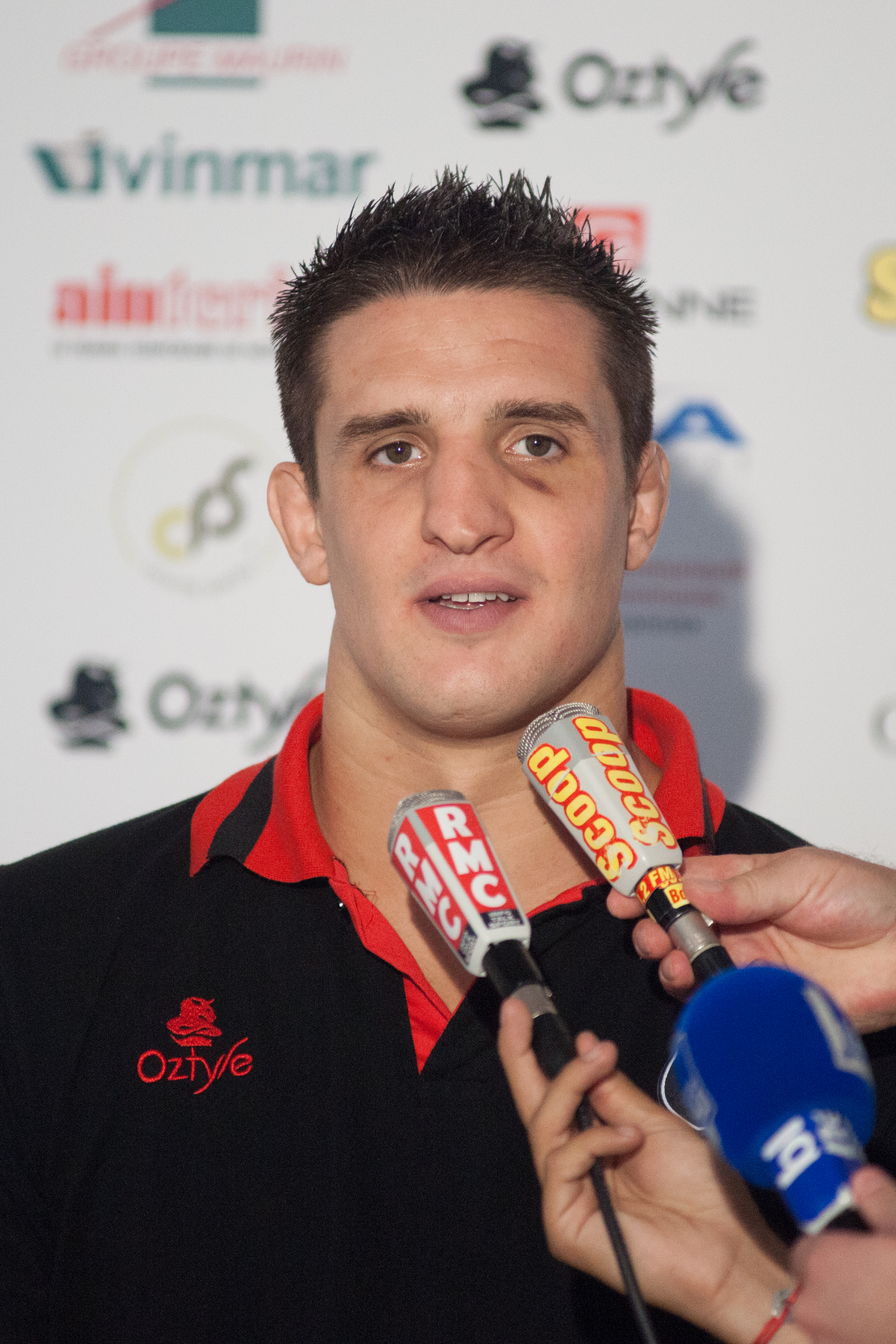
Thibault Lassalle
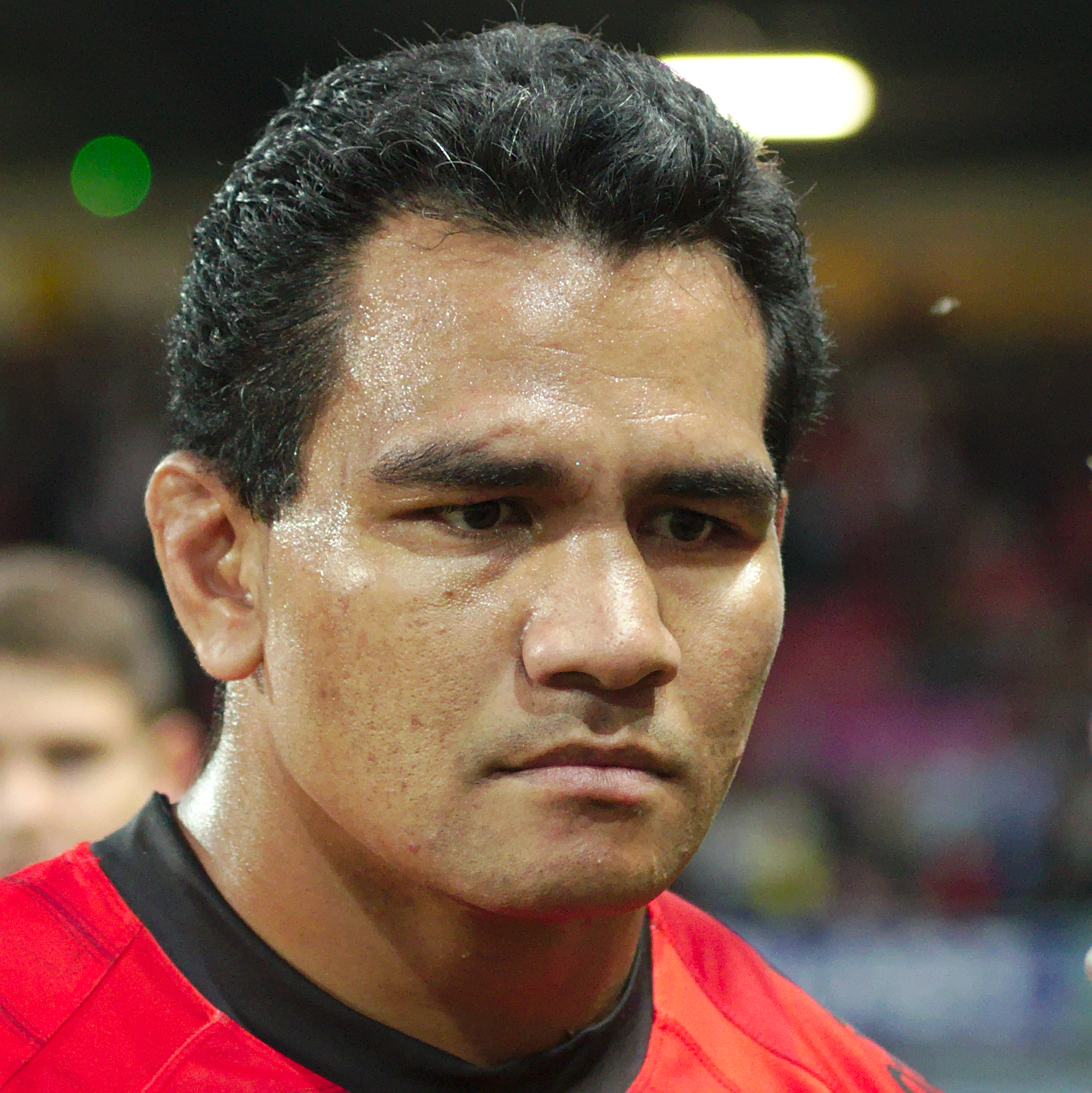
Maurie Fa'asavalu
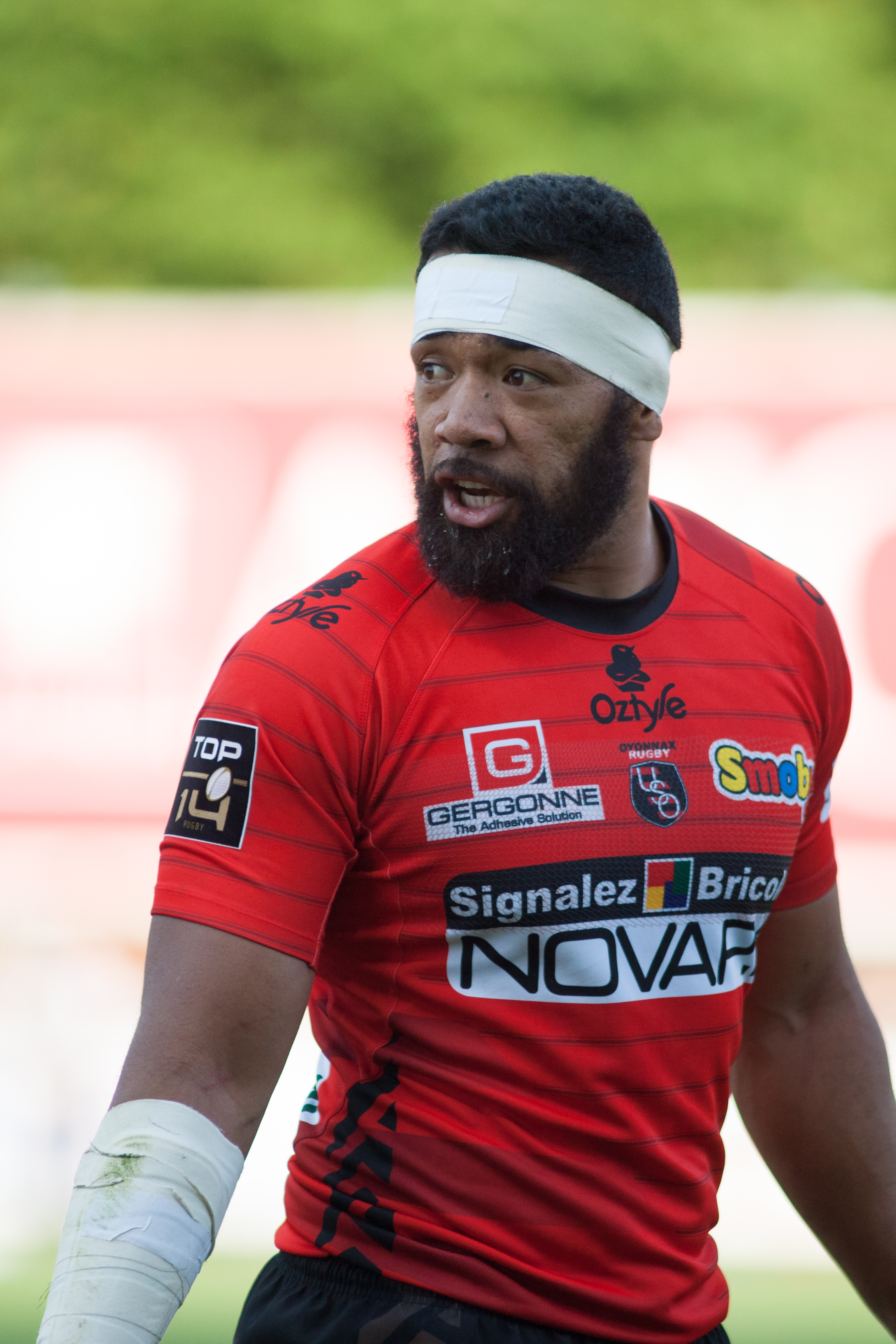
Viliami Ma'afu
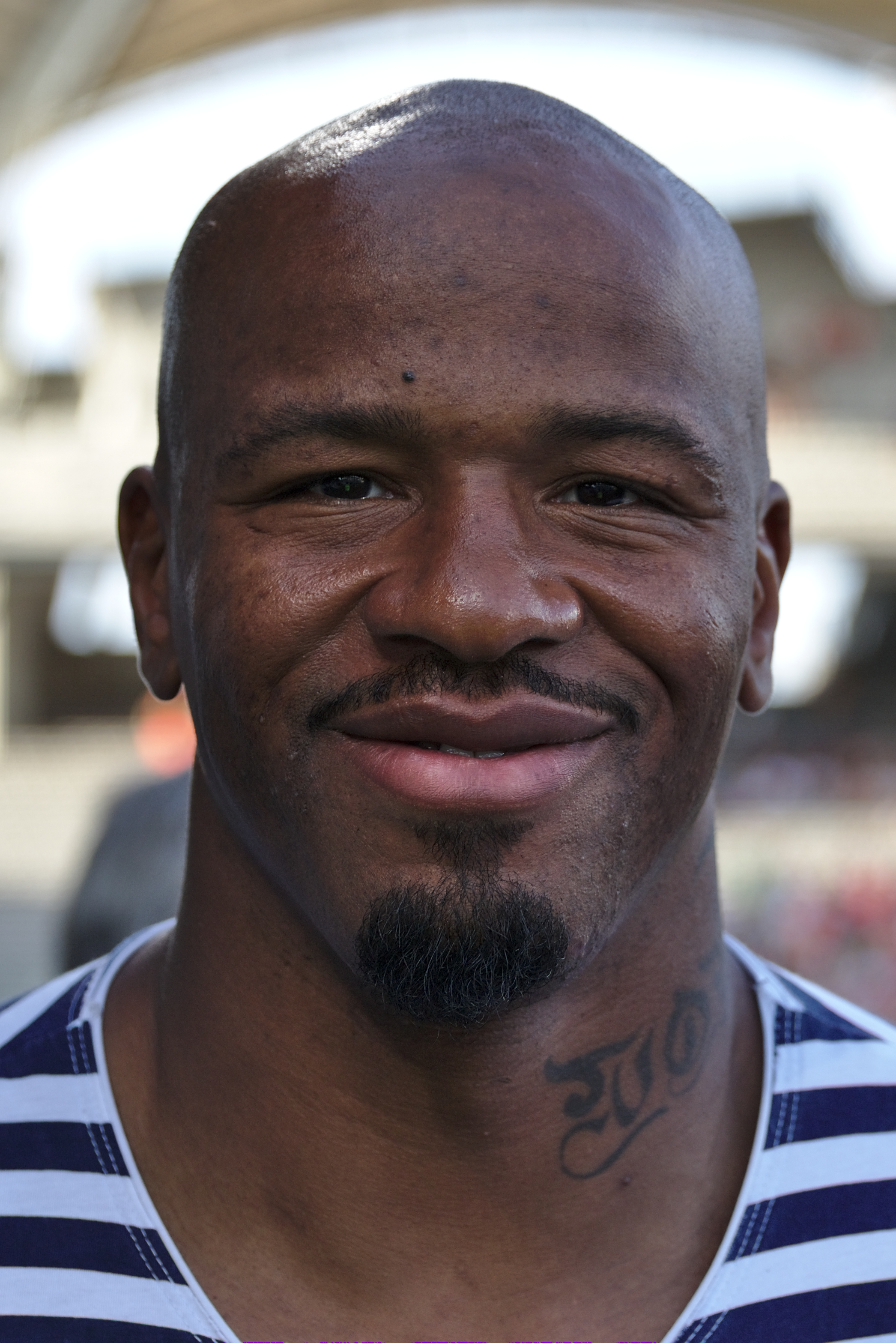
Olivier Missoup
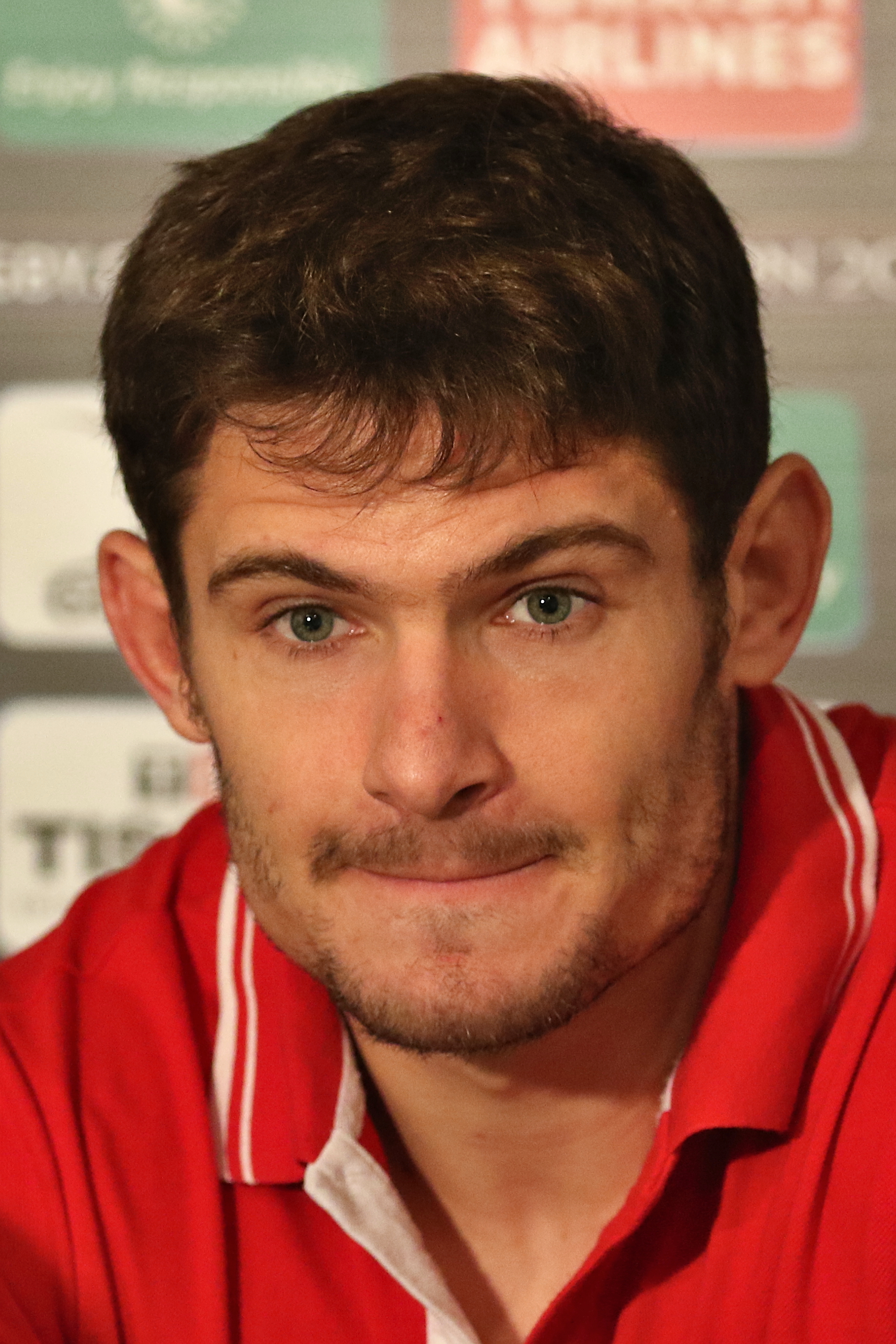
Fabien Cibray
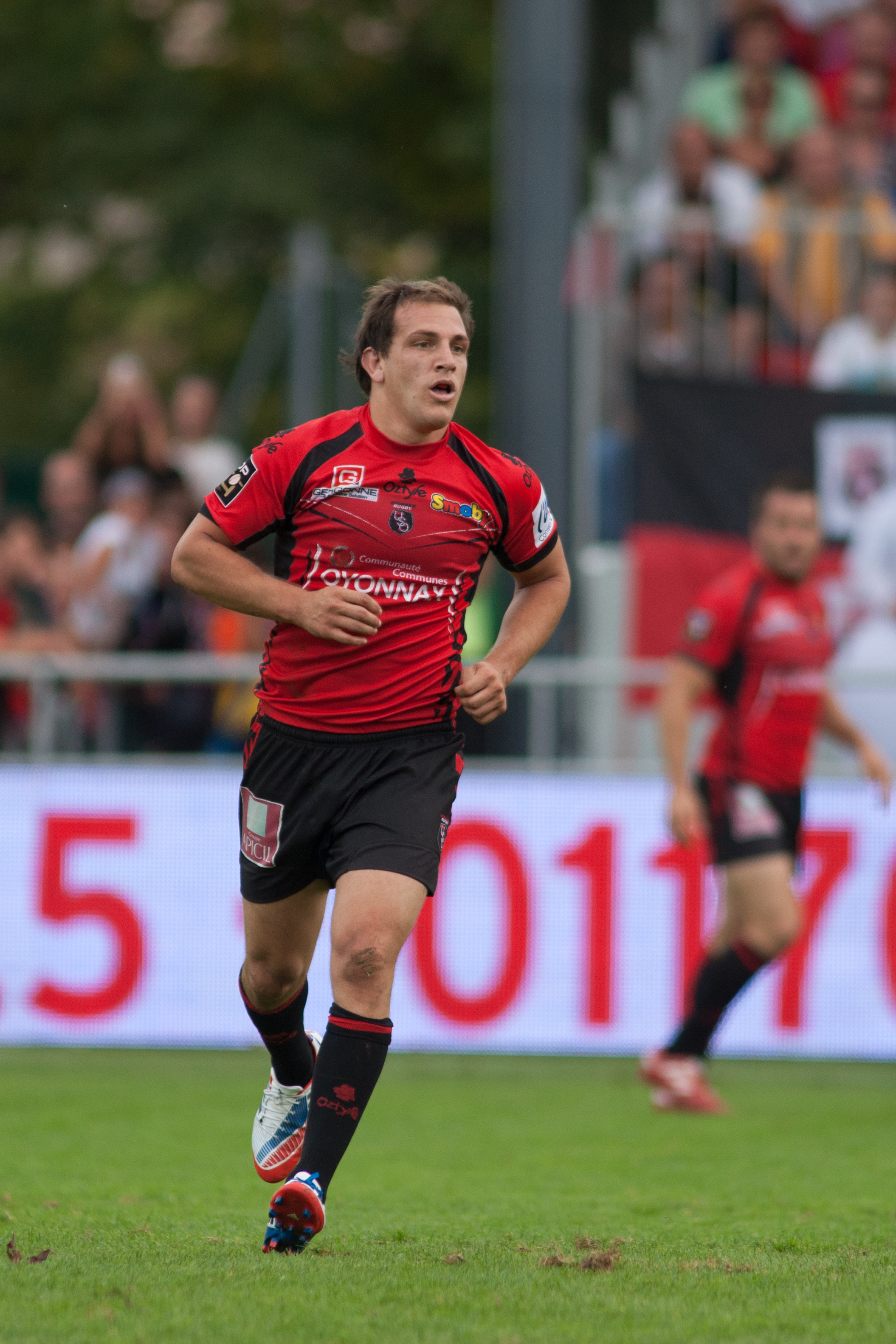
Benjamín Urdapilleta
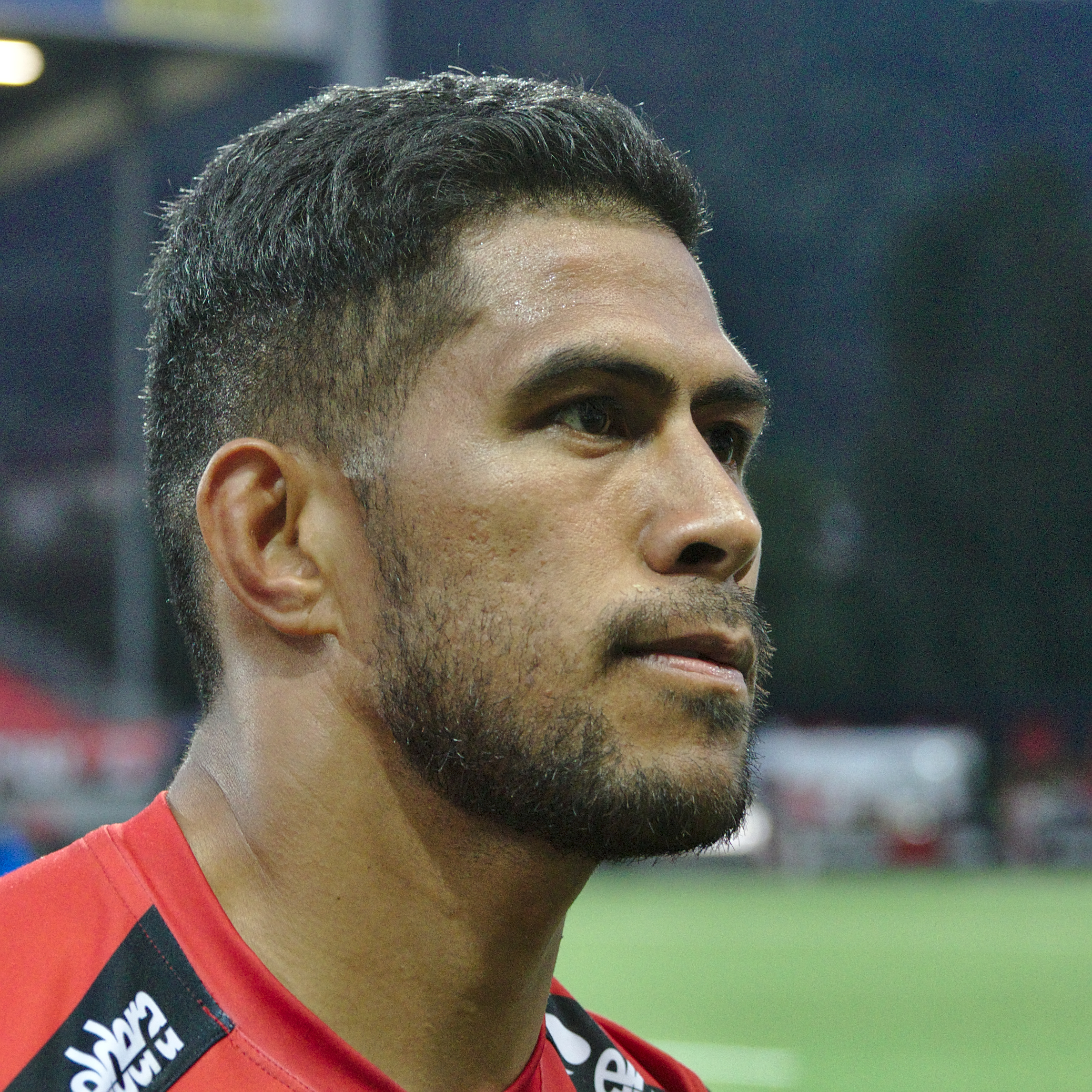
Alaska Taufa
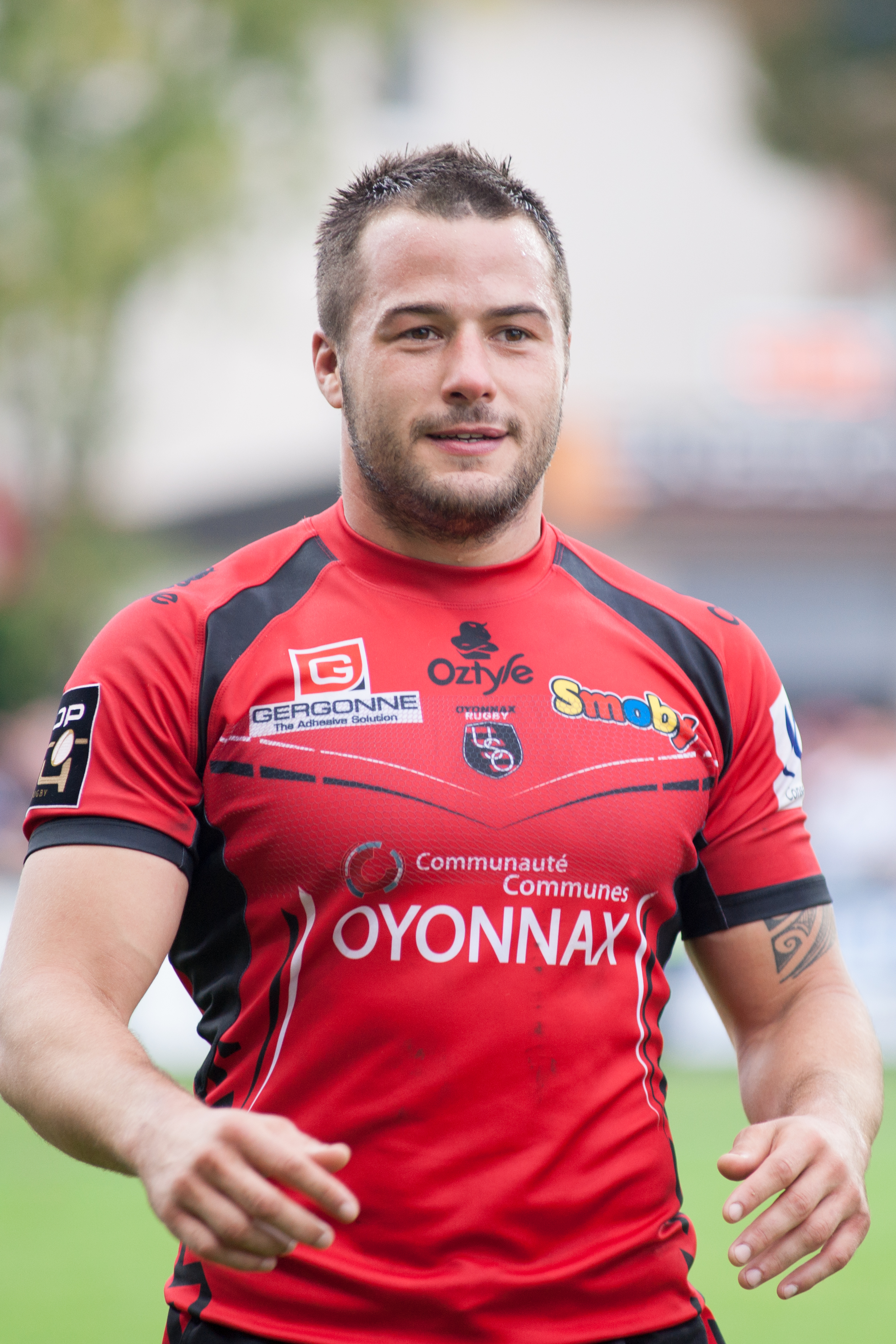
Pierre Aguillon
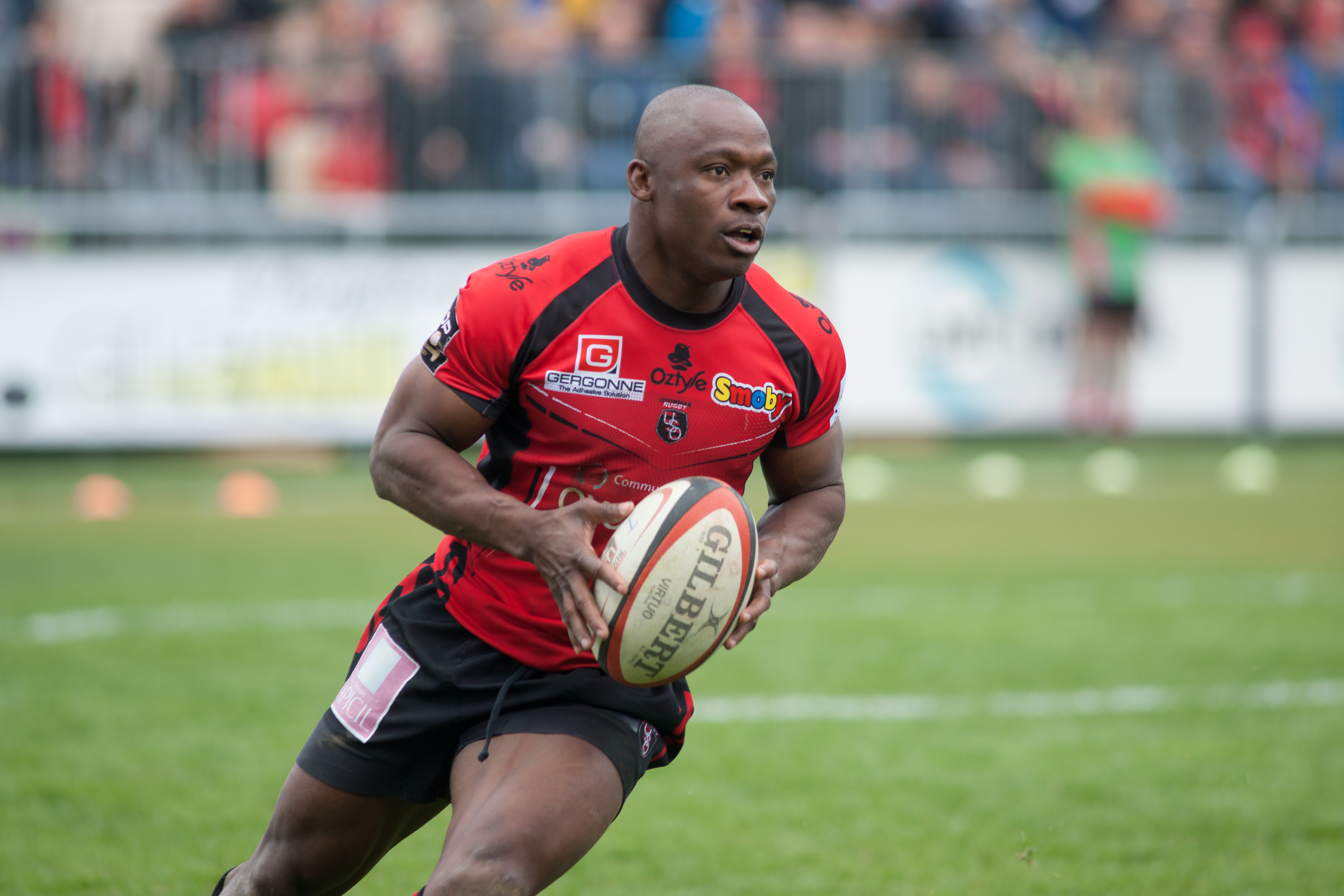
Silvère Tian
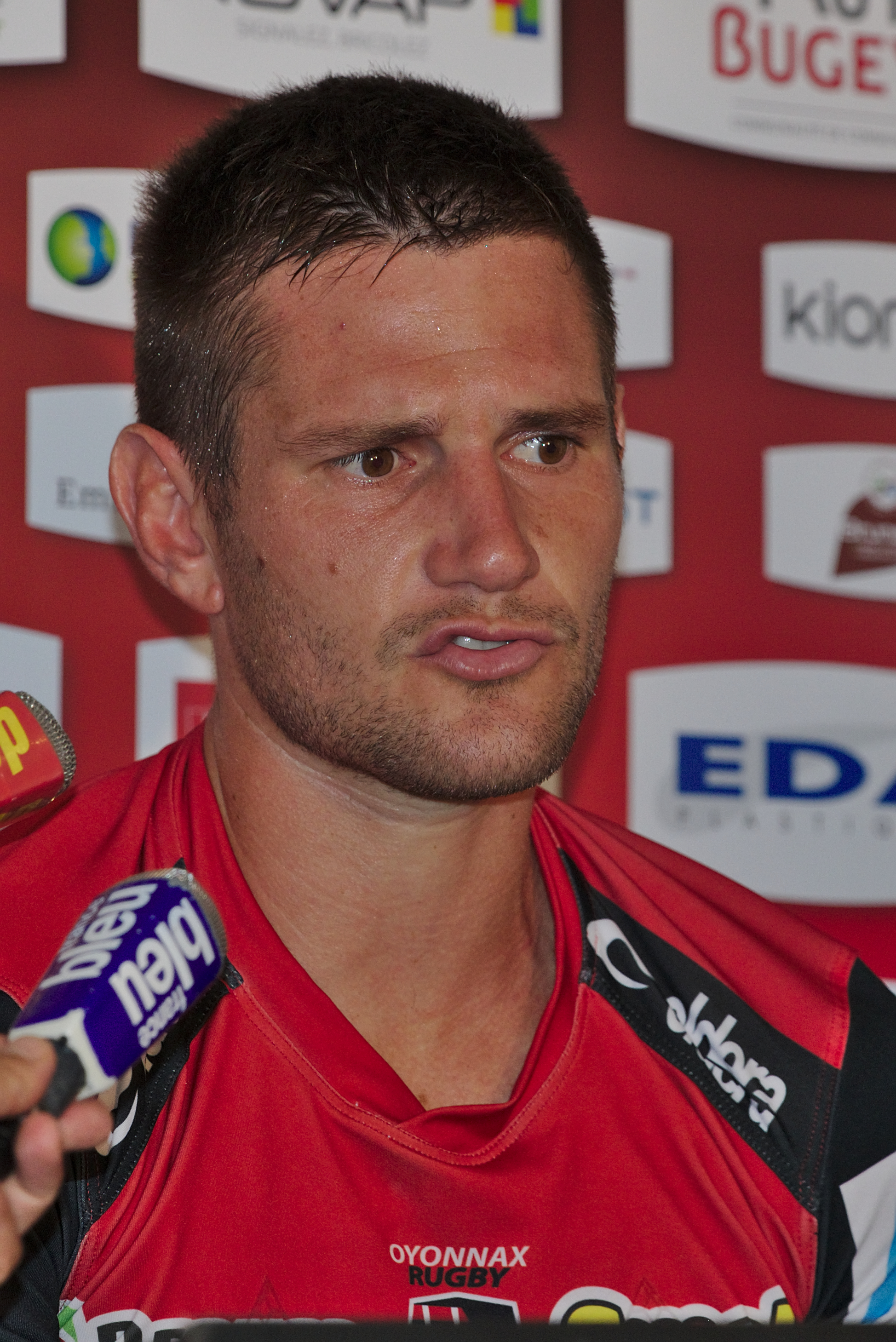
Florian Denos

### L'ère Authier (2015-2017)

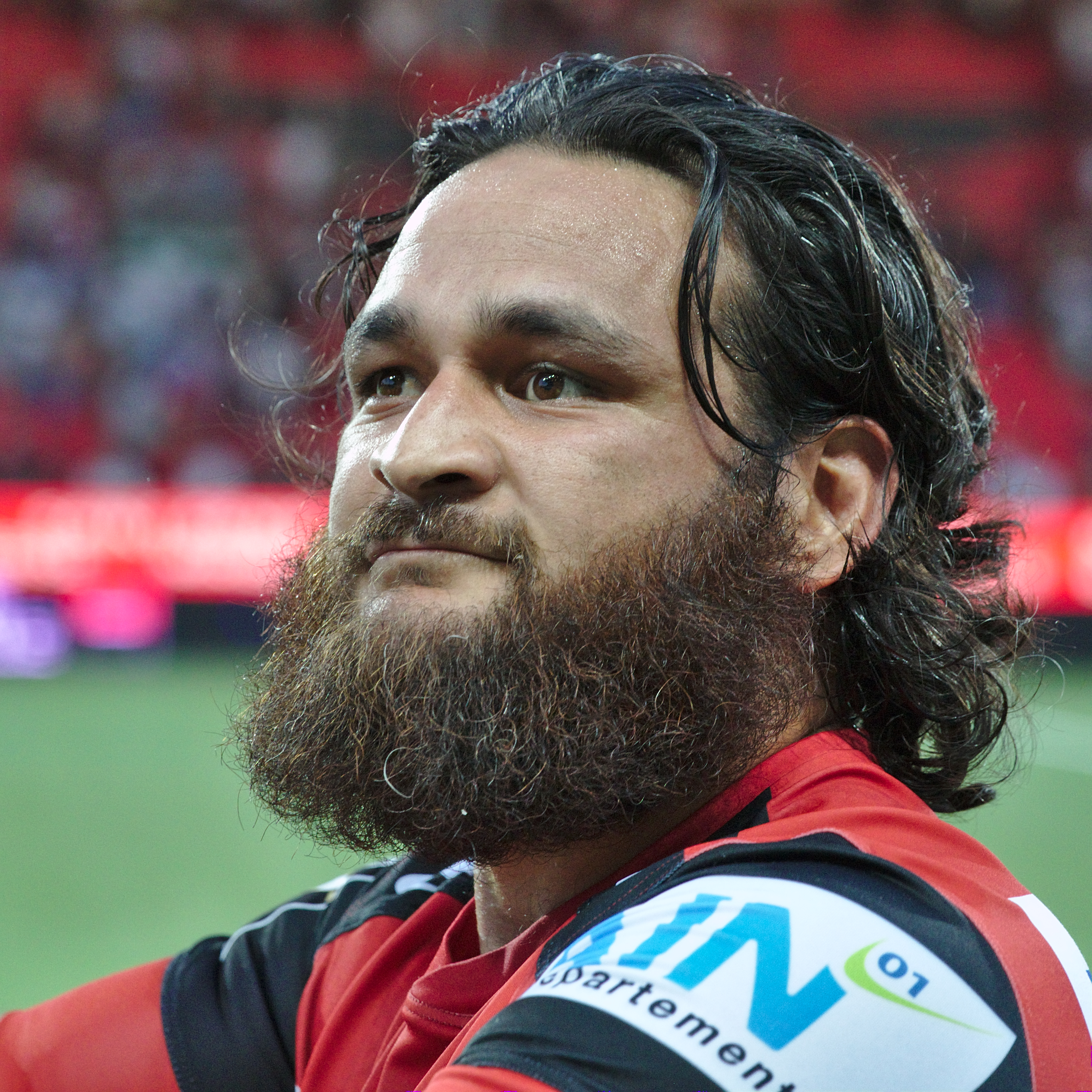
Piri Weepu

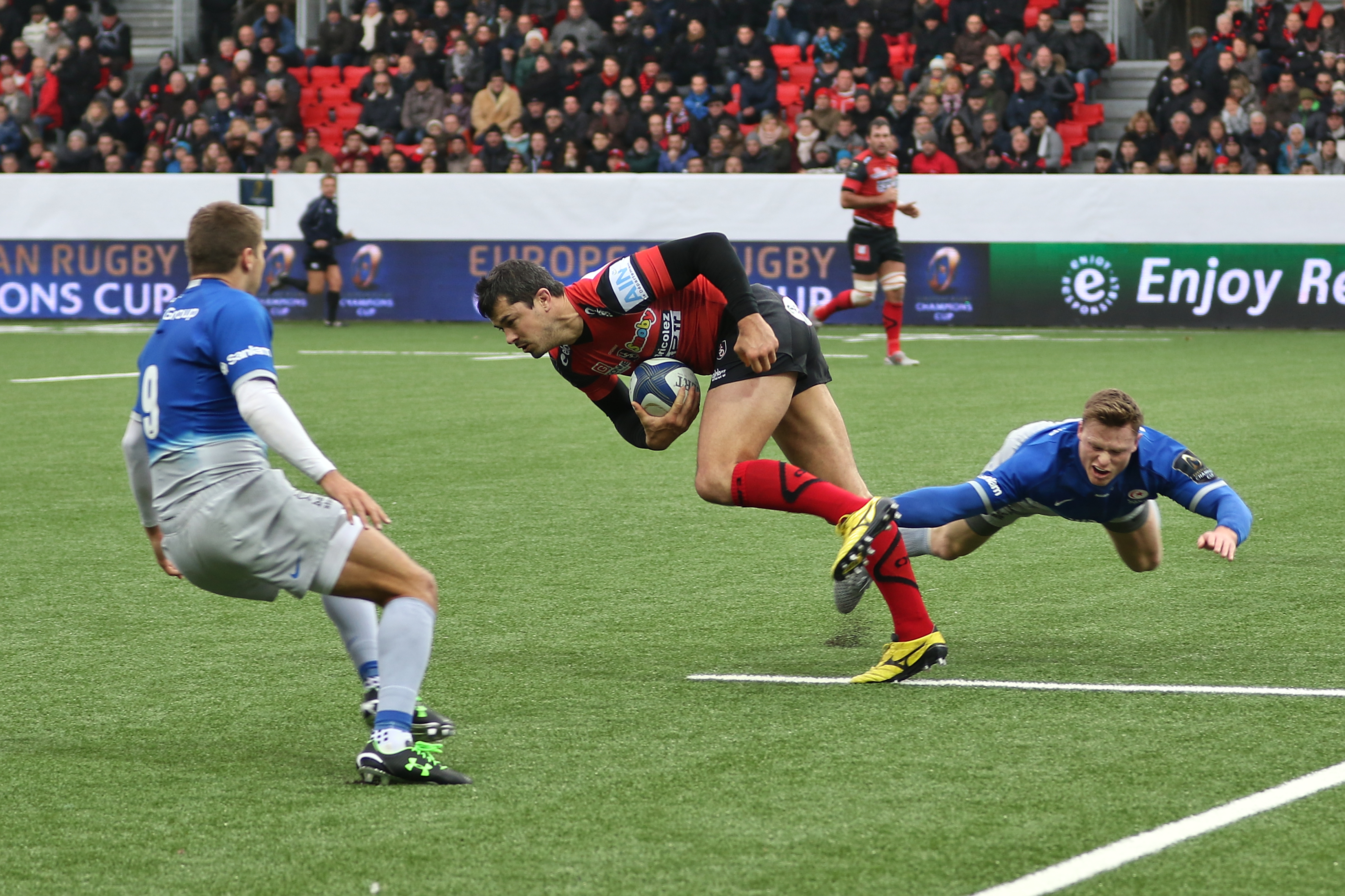
Guillaume Boussès

À l'issue de la saison 2015-2016, l'US Oyonnax est relégué en Pro D2.
Le recrutement du néo-zélandais All Black Piri Weepu, champion du monde 2011, s'avère être un échec.
La relégation est officielle au soir d'une lourde défaite 69-8 sur la pelouse du Stade Français.
La saison est marquée par la première participation du club à la coupe d'Europe où l'USO termine troisième de poule derrière les Saracens futur vainqueur et l'Ulster et devant le Stade toulousain.

#### Champion de France de Pro D2 et nouvelle accession en Top 14 (2017)
Lors de la saison 2016-2017, dans le cadre de la 29e journée de Pro D2, Oyonnax s'impose 19-9 contre l'USAP en match d'ouverture, avant de voir Albi battre Agen 20-18 et Dax faire de même contre le Stade montois 17-13. Ces résultats permettent à l'USO d'être sacré champion de France de Pro D2 pour la seconde fois de son histoire et d'obtenir son billet direct pour le Top 14.

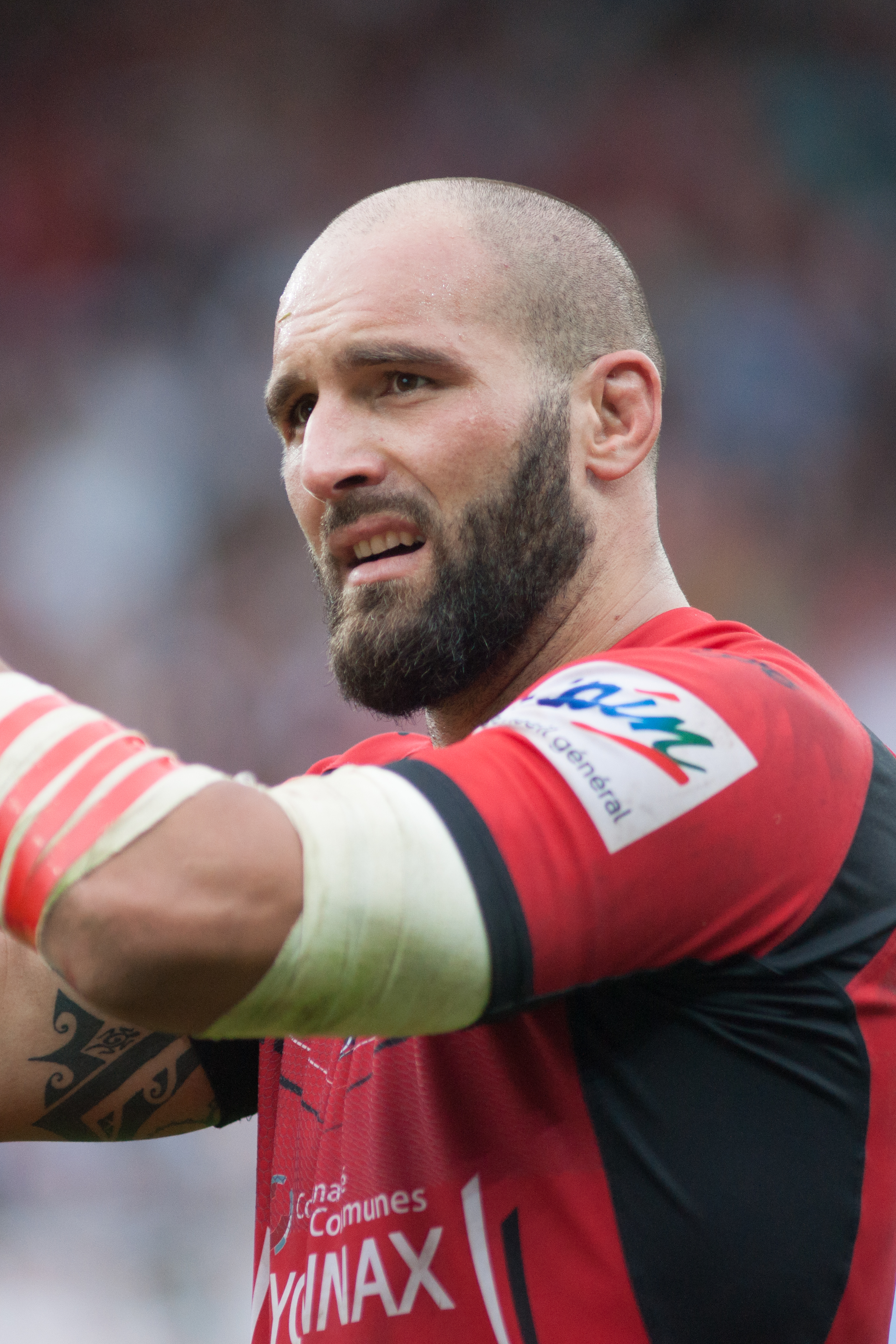
Valentin Ursache
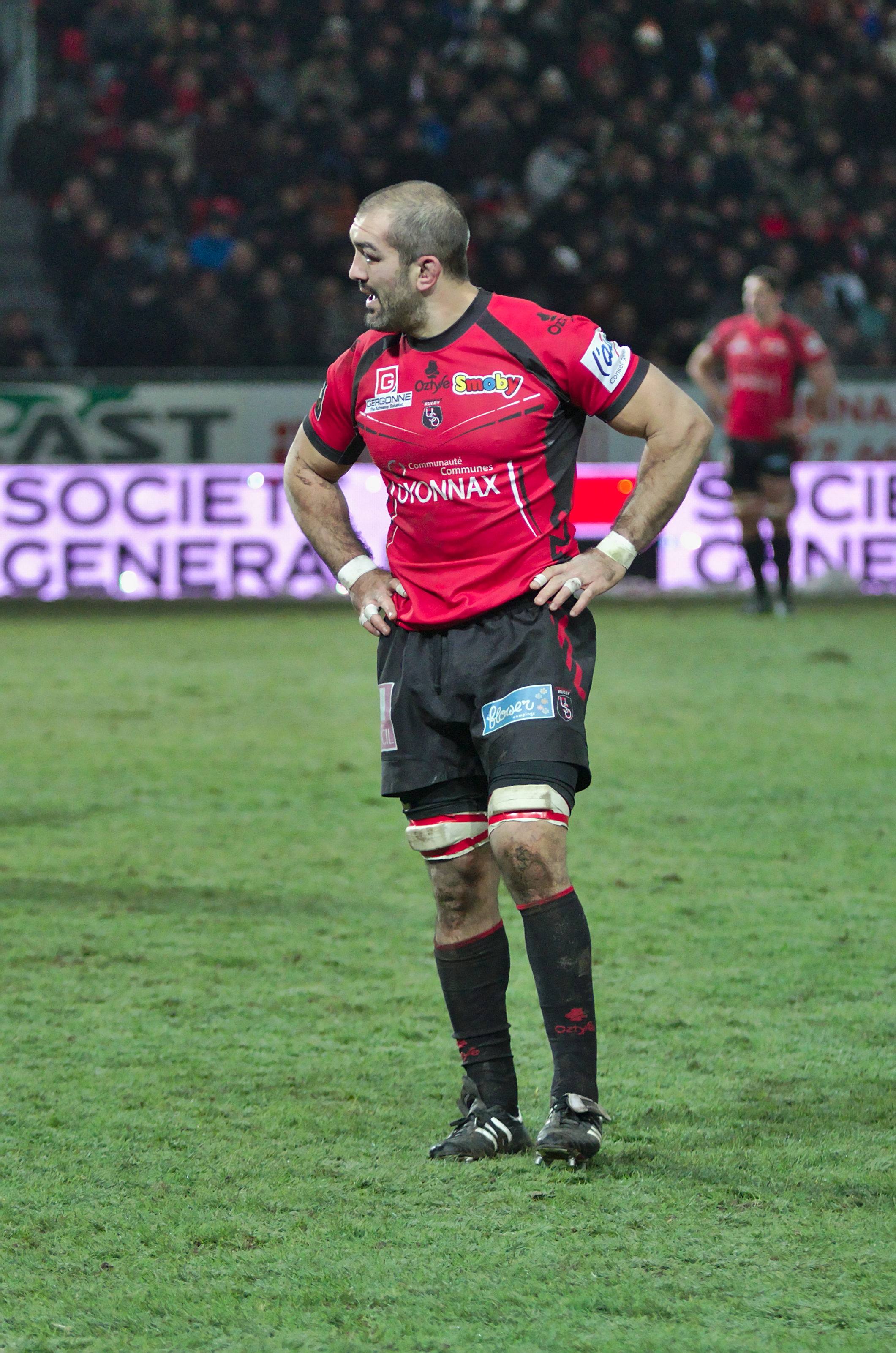
Joe El Abd

### L'ère Buononato (2017-2019)

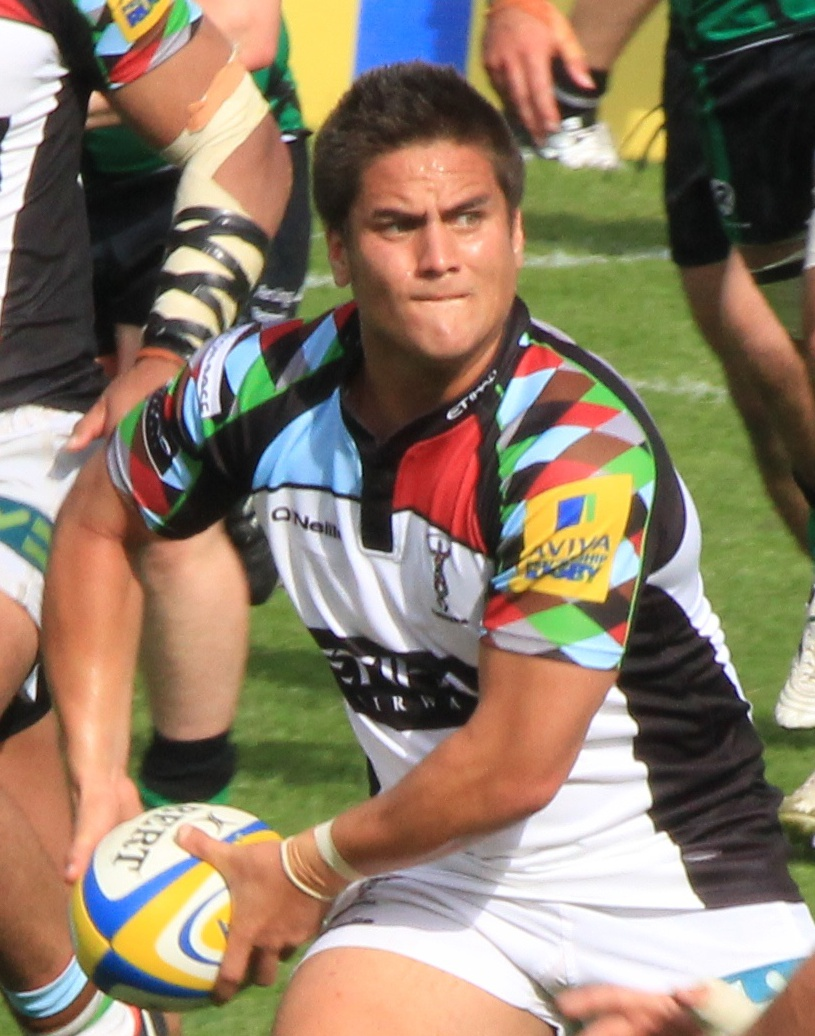
Ben Botica

#### Relégation en Pro D2, l'US Oyonnax devient l'Oyonnax Rugby en (2018)
L'US Oyonnax s'incline face au FC Grenoble sur le score de 22 à 47, pour le match de barrage d'accession au Top 14 et connaît alors une nouvelle relégation. Le club en profite pour redéfinir son identité, adoptant Oyonnax Rugby comme nouvelle appellation officielle et dévoilant un nouveau logo,.

#### Demi-finaliste de Pro D2 (2019)
L'année suivante, Oyonnax Rugby termine second de la saison régulière mais s'incline en demi-finale (34-38) face au futur champion de France, l'Aviron bayonnais.

### L'ère El Abd (depuis 2019)

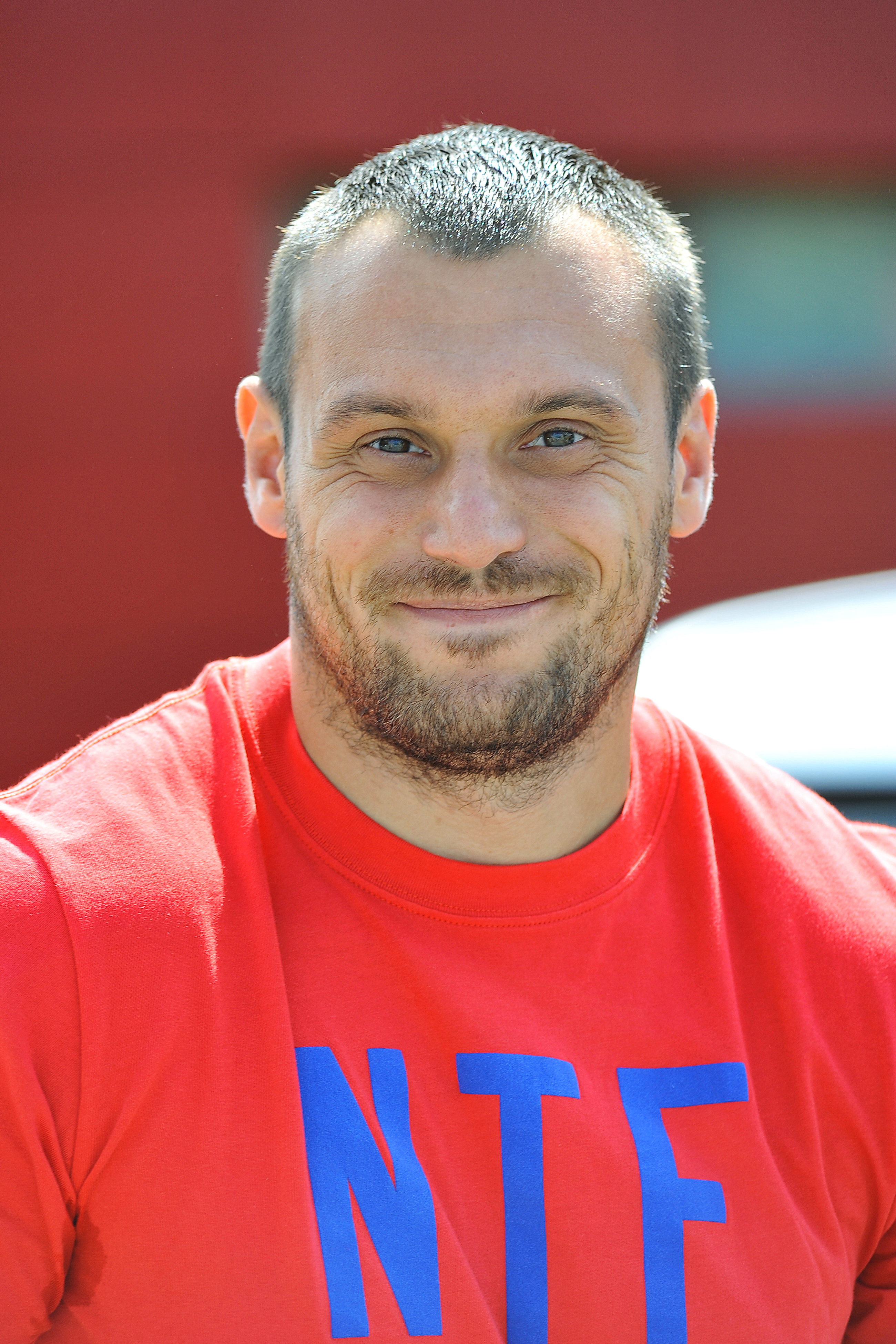
Lionel Beauxis

Joe El Abd, l'ancien joueur et entraîneur des avants du club qui avait suivi Urios à Castres, revient au club en 2019 pour devenir cette fois manager sportif.
Pour sa première saison, Le club se renforce en recrutant notamment les internationaux Josh Tyrell, Lionel Beauxis et Pedro Bettencourt.
Le club est quatrième derrière le trio Colomiers, Perpignan et Grenoble avant l’arrêt du championnat en raison de la pandémie de Covid-19.

#### Demi-finaliste de Pro D2 (2021)

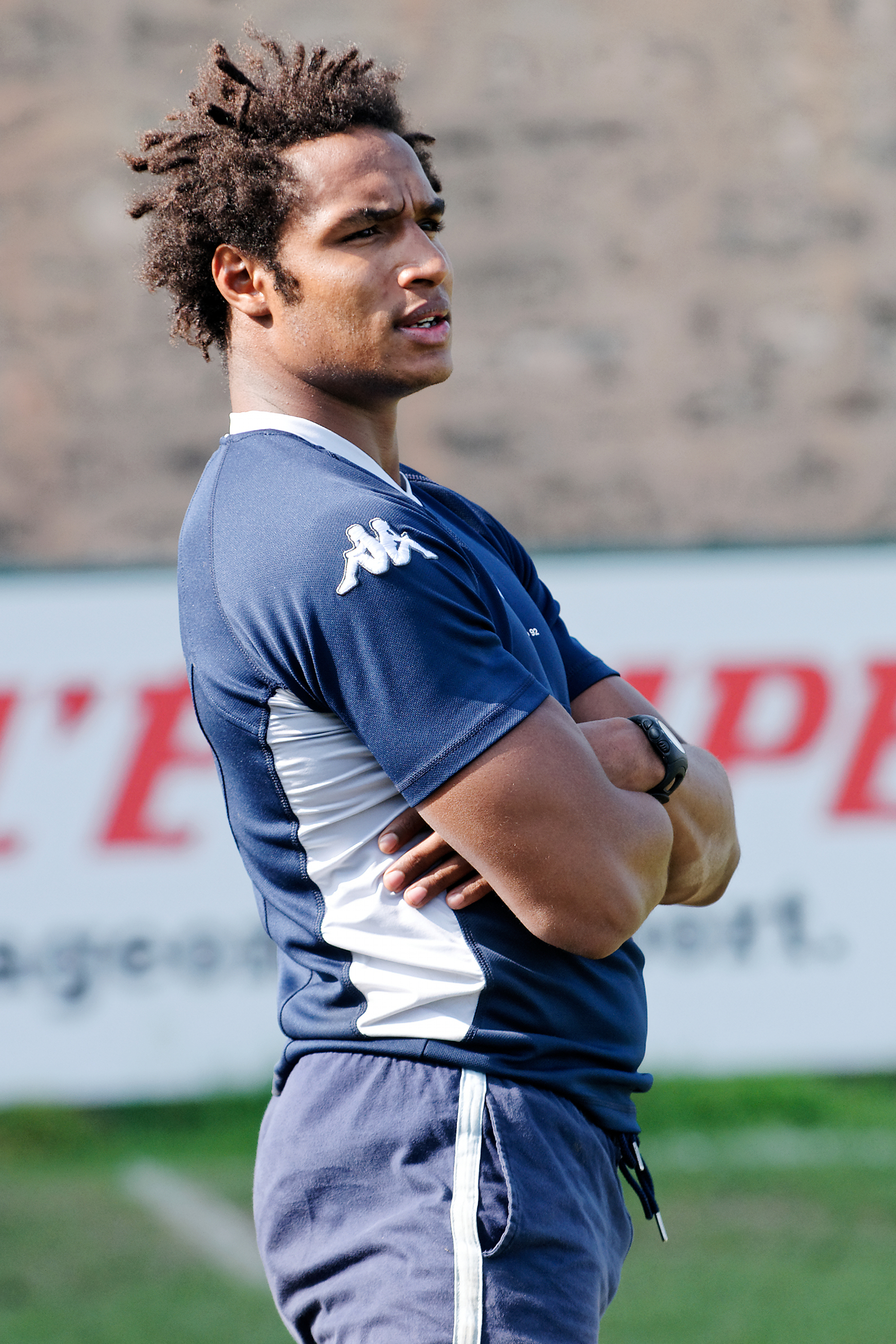
Benjamin Fall

L'année suivante, en 2021, le club se renforce en recrutant notamment de nombreux internationaux avec Manu Leiataua, Luke Hamilton, Josh Strauss, Chris Feauai-Sautia, Gabiriele Lovobalavu, Taylor Paris et Benjamin Fall.
Oyonnax termine quatrième de la saison régulière avant de s'imposer en barrage contre l'équipe de Colomiers. Oyonnax est cependant éliminé en demi-finale de Pro D2, à l'extérieur, contre l'USA Perpignan (27-15).

#### Demi-finaliste de Pro D2 (2022)
En 2022, Oyonnax améliore sa position et termine troisième de Pro D2 à l'issue de la saison régulière se qualifiant ainsi pour les barrages contre Colomiers. Oyonnax élimine Colomiers (19-15) comme la saison précédente et s'incline en demi-finale contre Bayonne.

#### Champion de France de Pro D2 et nouvelle accession en Top 14 (2023)

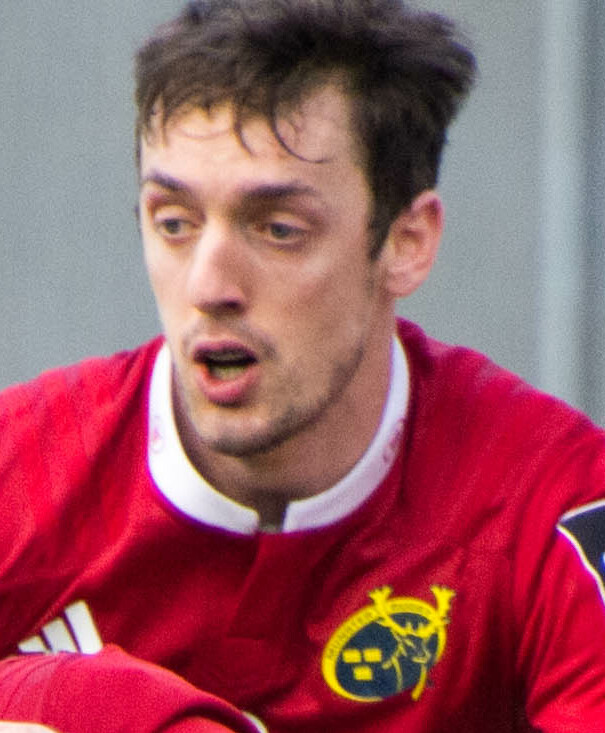
Darren Sweetnam

À l'issue d'une saison exemplaire, Oyonnax termine largement premier, égalant son propre record de points établis sur une saison, de 111 points, établi lors de la saison 2012-2013 de Pro D2, à l'issue de laquelle le club avait reçu son premier titre de champion de deuxième division, et foulait pour la première fois le Top 14. Ils comptent 24 points d'avance sur leur dauphin, Grenoble, et sont qualifiés d'office pour la demi-finale, à domicile, en vue d'une accession au Top 14. Oyonnax élimine Vannes en demi-finale (26-21) et devient champion de France de Pro D2 en battant en finale le FC Grenoble (14-3) au Stade Ernest-Wallon à Toulouse.
Oyonnax Rugby est promu en Top 14.
Lors de la saison 2023-2024, le club n’aura que sept victoires et un nul et retrouve le Championnat de Pro D2 un an après l’avoir quitté.

#### Retour en Pro D2 (depuis 2024)
La première moitié de saison d'Oyonnax est difficile, le club compte 11 points de retard sur la qualification aux matchs de barrages à la trêve.

## Palmarès

### Détail du palmarès
Le tableau suivant récapitule les performances du club :
- titres de champion et finales ainsi que les meilleures performances dans les compétitions.

| Compétitions nationales | Compétitions jeunes                                                                                    |
| - Championnat de France de 1re division : - Meilleure performance : barragiste en 2015 - Championnat de France de 2e division : - Champion (3) : 2013, 2017, 2023 - Vice-champion (1) : 1967 - Championnat de France groupe B : - Vice-champion (1) : 1992 - Championnat de Fédérale 1 : - Champion (1) : 2001 - Vice-champion (1) : 2003 - Challenge de l’Espérance : - Finaliste (1) : 2001 - Coupe de l'Espérance : - Vainqueur (1) : 1991 | - Championnat de France espoirs : - Champion (1) : 2012 (Élite 3) - Vice-Champion (1) : 2016 (Élite 2) |

### Couleurs et maillots

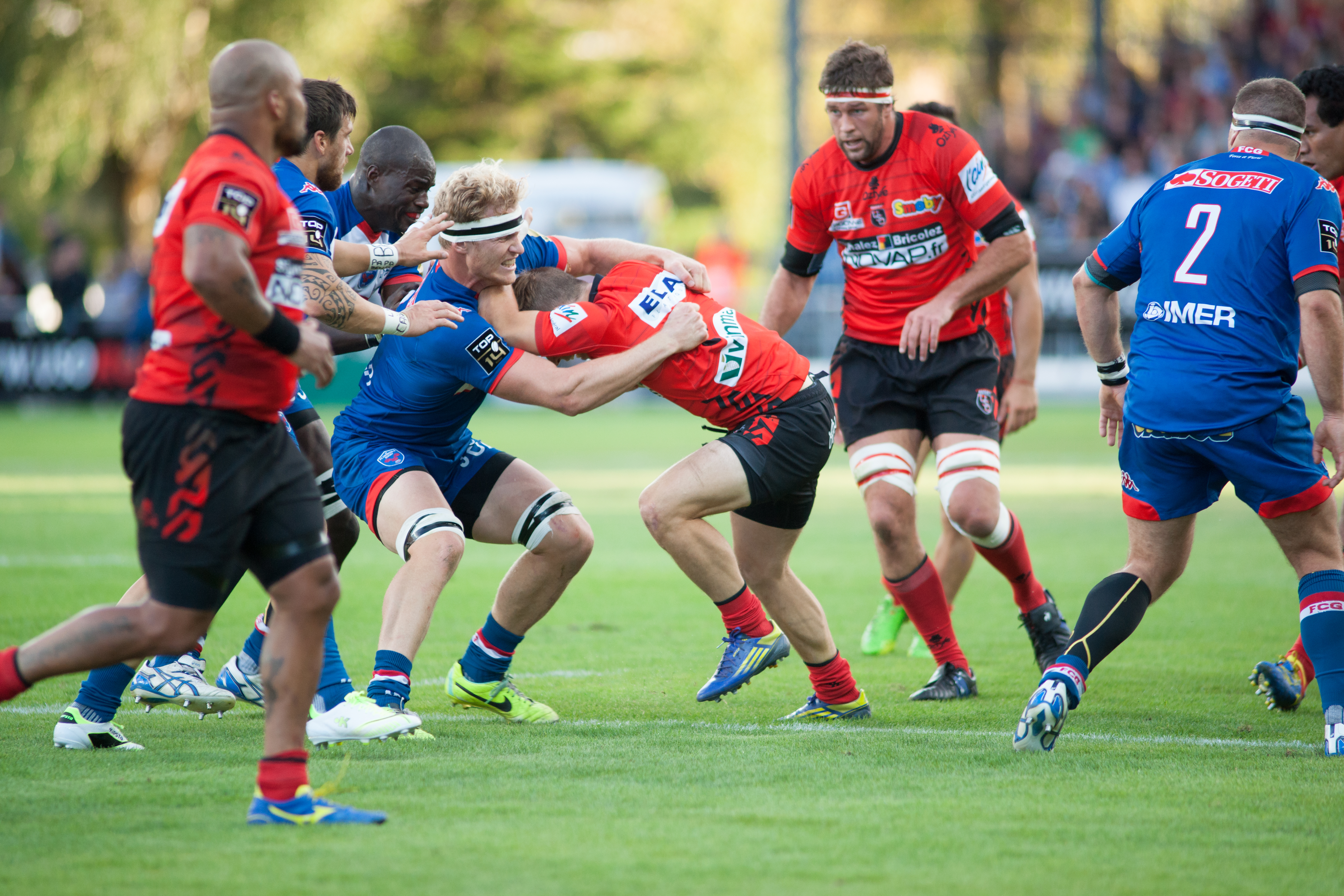
Les couleurs du club sont le rouge et le noir.

### Finales disputées
| Date         | Compétition                                                        | Vainqueur            | Score   | Finaliste           | Lieu                                      | Spectateurs |
| ------------ | ------------------------------------------------------------------ | -------------------- | ------- | ------------------- | ----------------------------------------- | ----------- |
| 27 mai 2023  | Championnat de France de Pro D2                                    | Oyonnax Rugby        | 14 - 3  | FC Grenoble         | Stade Ernest-Wallon, Toulouse             | 12 000      |
| 12 mai 2018  | Barrage d'accession au Top 14                                      | FC Grenoble          | 47 - 22 | US Oyonnax          | Stade des Alpes, Grenoble                 | 18 500      |
| 31 mai 2009  | Barrage pour déterminer le vice-champion de Pro D2 promu en Top 14 | SC Albi              | 14 - 12 | US Oyonnax          | Stade Yves-du-Manoir, Montpellier         |             |
| 15 juin 2003 | Championnat de France de Fédérale 1                                | USA Limoges          | 19 - 18 | US Oyonnax          | Stade Jean-Etcheberry, Vienne             |             |
| 24 juin 2001 | Challenge de l'Espérance                                           | Avenir valencien     | 21 - 16 | US Oyonnax          | Stade des Verdeaux, Bédarrides            |             |
| 16 juin 2001 | Championnat de France de Nationale 1                               | US Oyonnax           | 33 - 16 | US La Teste-de-Buch | Stade du Sélery, Colomiers                |             |
| 31 mai 1992  | Championnat de France groupe B                                     | RC Châteaurenard     | 15 - 4  | US Oyonnax          | Stade Marcel-Guillermoz, Romans-sur-Isère | 9 000       |
| 21 mai 1967  | Championnat de France de 2e division                               | CA castelsarrasinois | 11 - 6  | US Oyonnax          | Stade des Cézeaux, Clermont-Ferrand       |             |

### Bilan par saison
| Saison    | Division   | Saison régulière | Phase finale   | Coupe d'Europe |
| --------- | ---------- | --- | -------------- | -------------- |
| 2000-2001 | Fédérale 1 | 2e/12 - Poule A N1 | Champion       | -              |
| 2001-2002 | Fédérale 1 | 1er/15 - Poule A | -              | -              |
| 2002-2003 | Fédérale 1 | 3e/12 - Poule A | Finaliste      | -              |
| 2003-2004 | Pro D2     | 6e/16 | -              | -              |
| 2004-2005 | Pro D2     | 11e/16 | -              | -              |
| 2005-2006 | Pro D2     | 9e/16 | -              | -              |
| 2006-2007 | Pro D2     | 7e/16 | -              | -              |
| 2007-2008 | Pro D2     | 9e/16 | -              | -              |
| 2008-2009 | Pro D2     | 5e/16 | Finaliste      | -              |
| 2009-2010 | Pro D2     | 4e/16 | Demi-finaliste | -              |
| 2010-2011 | Pro D2     | 8e/16 | -              | -              |
| 2011-2012 | Pro D2     | 8e/16 | -              | -              |
| 2012-2013 | Pro D2     | 1er/16 | Champion       | -              |
| 2013-2014 | Top 14     | 12e/14 | -              | Challenge Cup  |
| 2014-2015 | Top 14     | 6e/14 | Barragiste     | Challenge Cup  |
| 2015-2016 | Top 14     | 14e/14 | -              | Champions Cup  |
| 2016-2017 | Pro D2     | 1er/16 | Champion       | -              |
| 2017-2018 | Top 14     | 13e/14 | -              | Challenge Cup  |
| 2018-2019 | Pro D2     | 2e/16 | Demi-finaliste | -              |
| 2019-2020 | Pro D2     | 4e/16 puis arrêté définitivement le 30 avril 2020 : par conséquent, le titre n'est pas attribué et aucune promotion, ni relégation n'est promulguée, à l'issue de cette édition. | Annulée        | -              |
| 2020-2021 | Pro D2     | 4e/16 | Demi-finaliste | -              |
| 2021-2022 | Pro D2     | 3e/16 | Demi-finaliste | -              |
| 2022-2023 | Pro D2     | 1er/16 | Champion       | -              |
| 2023-2024 | Top 14     | 14e/14 | -              | Challenge Cup  |

## Image et identité

### Logo
Le 31 mai 2018, en marge de sa nouvelle identité, un nouveau logo est adopté, faisant référence aux armoiries de la ville d'Oyonnax ainsi qu'au territoire de l'Ain et aux sapins du Jura,.

Évolution du logo
Logo abandonné le 31 mai 2018.
Logo depuis le 31 mai 2018.

### Devise et emblèmes
Le club de rugby a retenu comme devise celle de la ville pour illustrer sa ténacité, son esprit combatif et travailleur « Improbo Fabrum Labore Ascendit » (« elle s’est élevée grâce au travail opiniâtre de ses habitants »). Cette devise figure au fronton du complexe sportif « l’Oyomen factory » et sur de nombreux produits dérivés. Certains équipements et produits arborent une branche de sapin stylisée, arbre très présent dans cette région montagneuse (massif du Jura).
Oyonnax Rugby a pour slogan d'être « le club de l'Ain et des montagnes du Jura ».

### Rivalité
| US Oyonnax US bressane Pays d'Ain FC Saint-Claude Lyon olympique universitaire FC Grenoble rugby |

Oyonnax partage aujourd'hui une rivalité avec le FC Grenoble dans le derby régional, comme l'a confirmé le joueur grenoblois Rida Jahouer lors d'une interview au média GRE city local news en 2013.
Le match face au Lyon olympique universitaire (LOU) est devenu au fil des années un derby suivi par les supporters.
Mais l'Union sportive bressane est historiquement le principal rival de l'US Oyonnax avec le Football club de Saint-Claude. En effet, les communes de Bourg-en-Bresse et d'Oyonnax ne sont séparées que d'une cinquantaine de kilomètres, mais elle est également due au décès de Marcel Verchère, joueur de l'US bressane, à la suite d'un plaquage lors d'une rencontre entre les deux équipes le 24 septembre 1937.
Le stade de l'USB porte d'ailleurs le nom de Marcel Verchère.
Quant à Saint-Claude dans le Jura, séparée d'une trentaine de kilomètres d'Oyonnax, la rivalité en reste principalement dû à la proximité des deux villes, même si depuis l'écart que l'US Oyonnax a su creuser, cette dite rivalité s'en est amoindrie.

### Supporters
- Amicale des supporters de l'USO Rugby (ASUSO).
- Mascotte OYOK (l'Ours blanc).

Les supporters du club d'Oyonnax seraient à l'origine du « Ici, ici, c'est.... », le 9 mai 2010. Le club et la ville bien moins connus que de nombreux autres lieux, ses supporters ont entonné un tonitruant « Ici, ici, c’est Oyonnax », sans doute avant 2008.

## Structures du club

### Le stade Charles-Mathon
Au début du vingtième siècle, le stade Charles-Mathon appartenait à des acteurs privés qui avaient fondé « la Société d’encouragement aux sports ». Ce n’est qu’à l’aube de la Seconde Guerre mondiale, le 14 janvier 1939, que le stade fut cédé à la municipalité oyonnaxienne à la condition qu’il soit prioritairement réservé au rugby. Dans l’enceinte, il existait alors un terrain de tennis ainsi que des tribunes en bois.
Sa capacité d'accueil s’élève aujourd'hui à 11 400 places, dont 10 000 assises, à la suite de travaux au cours de l'été 2013. C'est notamment dû à la montée du club en Top 14, avec l’agrandissement de la tribune d'honneur Mathon, et la construction d'une tribune d’en-but, au sud. Lors de l'intersaison 2016/2017, la capacité de la tribune en-but Sud est doublée pour accueillir 4 000 spectateurs.
Depuis 2014, le stade Charles Mathon bénéficie du Label Stade Rugby Pro. Ce label, attribué par la Ligue Nationale de Rugby, se fonde sur 383 points.

Le stade Charles-Mathon depuis la tribune Ponceurs.
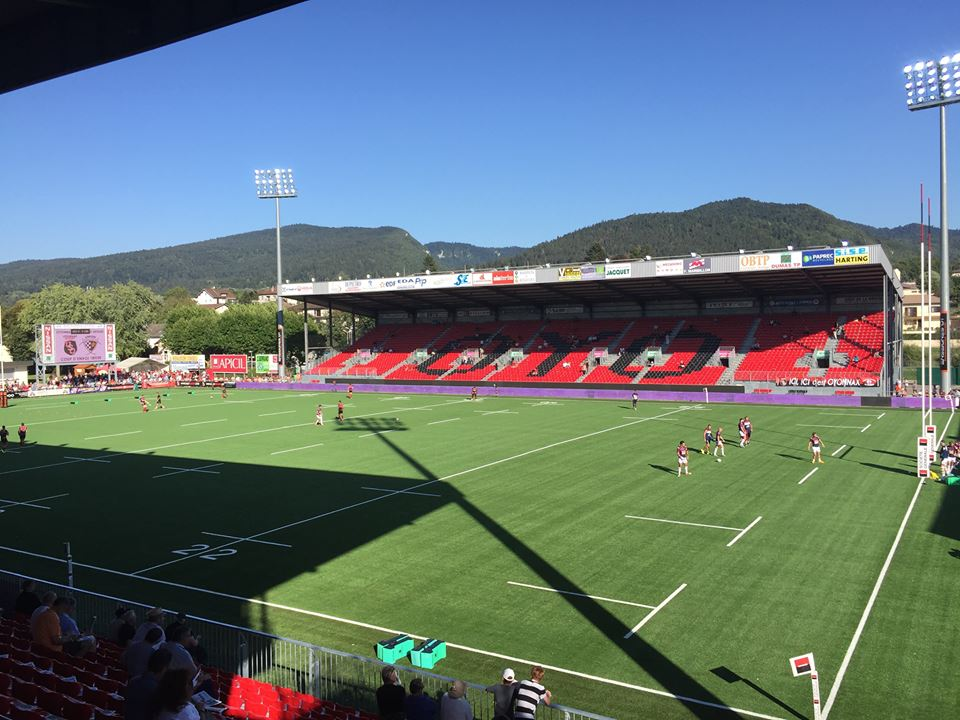
Le stade Charles-Mathon et sa pelouse synthétique.
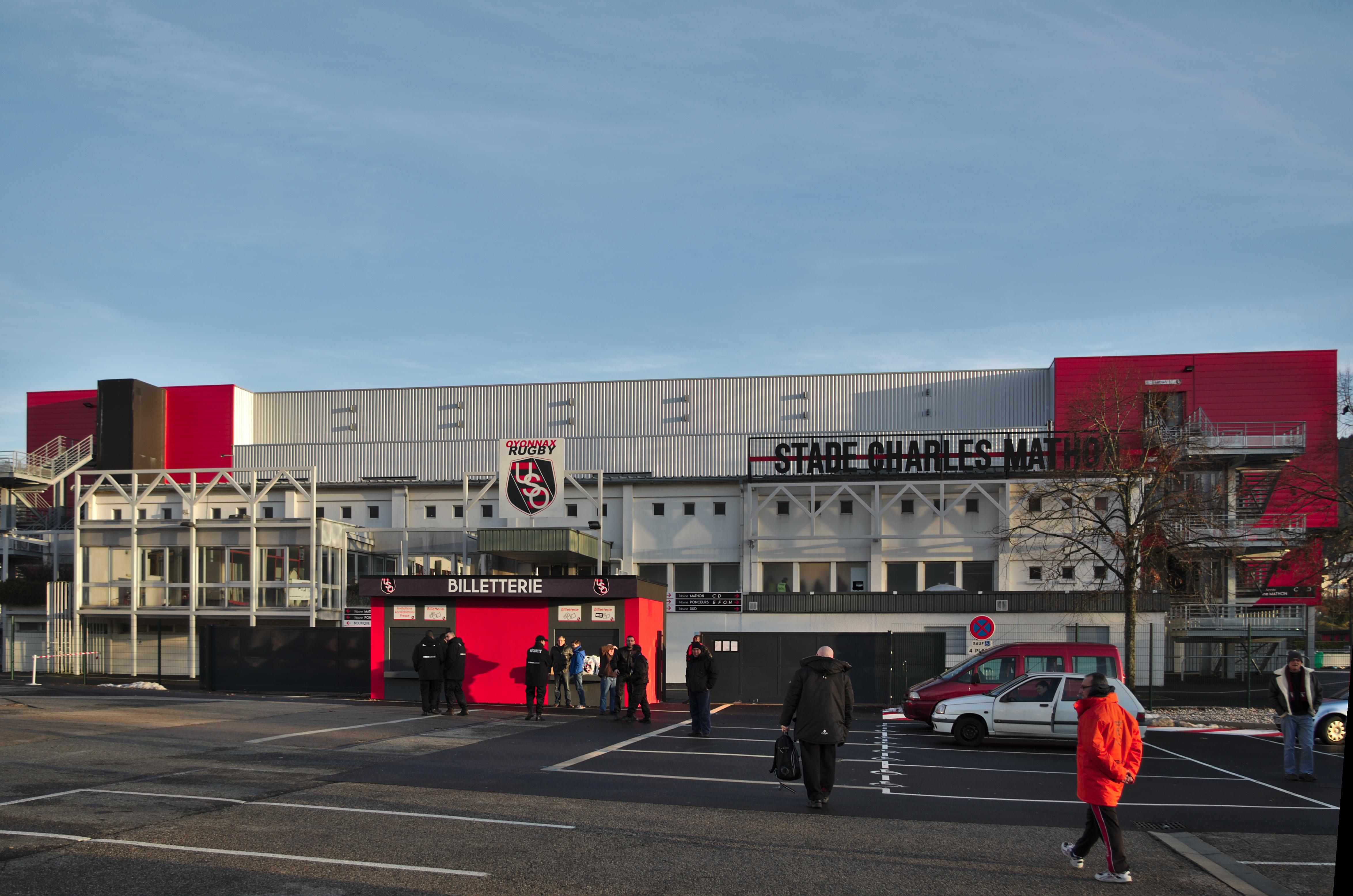
Entrée du stade.

### Les installations: l’Oyomen Factory
Oyonnax Rugby dispose d’un complexe sportif entièrement consacré au rugby. A son fronton la devise du club et de la ville « Improbo Fabrum Labore Ascendit ». Ce complexe sportif est situé à Marchon, petite commune accolée à celle d’Oyonnax.
Ce complexe pourrait faire pâlir de jalousie bon nombre de grands clubs professionnels tant ses installations sont conséquentes et de qualité.
En effet, le complexe sportif de Marchon dispose de quatre terrains d’entraînement « classiques » ainsi que d’un terrain synthétique sur lequel les joueurs peuvent s’entraîner en crampons par tous les temps. Ce terrain, très bien drainé, offre un confort sans égal notamment lors des quelques rudes soirées hivernales de la région ainsi qu’en période d’inondation. Tous ces terrains disposent d’un éclairage.
En outre, le club s’est doté en 2016-2017 d’un complexe regroupant sur un même lieu le siège administratif ainsi que salle de musculation de 400 m2 avec piste de course, 4 salles de préparation kinésithérapie, médecin, prépa physique et stretching, salle de balnéothérapie avec un bain chaud à 33 degrés et un bain froid à 8 degrés, une cabine de cryothérapie, salle vidéo, salle de presse, vestiaires et bureau pour les coachs.

## Aspects juridiques et économiques

### Statut juridique et légal
Le club a le statut de société anonyme sportive professionnelle depuis le 1er juillet 2006.

## Équipementier
Hungaria a été l'équipementier officiel d'Oyonnax Rugby de 2018 à 2021.
Force XV est le nouvel équipementier depuis la saison 2021-2022.

## Personnalités

### Joueurs emblématiques
- Pierre Raschi
- Jean-Pierre Alarcon
- Alifeleti Fakaongo
- Alani Maka
- Lukas Rapant
- Damien Minassian
- Daniel Humbert
- Richard Menotti
- Davit Ashvetia
- Kevin Buys
- Miroslav Nemecek
- Naude Beukes
- Christophe Marth
- Jérôme Baradat
- Vincent Volle
- Nisifolo Naufahu
- Johann Authier
- Mickaël Campeggia
- Bertrand Guilloux
- Sébastien Bouillot
- Jérôme Naves
- Adrien N'Goma
- Frédéric Charrier
- Pierre-Yves Montagnat
- Juan Carlos Bado
- Karena Wihongi
- Silvère Tian
- Antoine Tichit
- Marc Clerc
- Antoine Guillamon
- Soane Tonga'uiha
- Vincent Debaty
- Jody Jenneker
- Paul Ngauamo
- Hikawera Elliot
- Thibault Lassalle
- Damien Lagrange
- Leon Power
- Fabrice Metz
- George Robson
- Jamie Cudmore
- Joe El Abd
- Valentin Ursache
- Mahamadou Diaby
- Patrick Sobela
- Sacha Zegueur
- Maurie Fa'asavalu
- Viliami Ma'afu
- Agustin Figuerola
- Jérémie Maurouard
- Piri Weepu
- Fabien Cibray
- Benjamín Urdapilleta
- Nicky Robinson
- Ben Botica
- Lionel Beauxis
- Roimata Hansell-Pune
- Hemani Paea
- Guillaume Bousses
- Pierre Aguillon
- Alaska Taufa
- Dug Codjo
- Daniel Ikpefan
- Bjorn Alberic Basson
- Lucas González Amorosino
- Jonathan Bousquet
- Florian Denos
- UJ Seuteni
- Yohan Le Bourhis
- Théo Millet
- Tony Ensor (en)
- Josh Tyrell
- Luke Hamilton
- Benjamin Fall
- Benjamin Geledan
- Antoine Zeghdar
- Thomas Laclayat
- Aurélien Callandret
- Jules Soulan
- Enzo Reybier
- Tommy Raynaud
- Domingo Miotti

#### Internationaux français
Liste les joueurs qui ont porté le maillot de l'équipe de France de rugby alors qu'ils évoluaient sous les couleurs du club.
- Fabrice Metz[22]

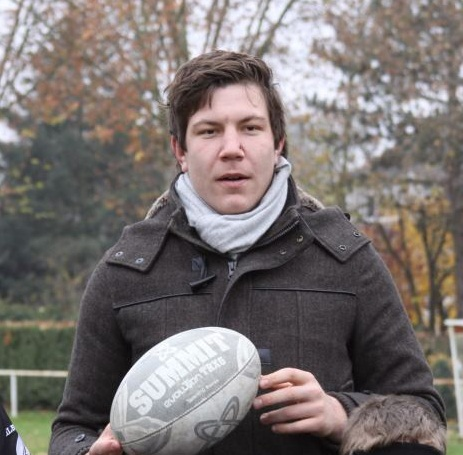
Fabrice Metz

### Effectif 2024-2025
| Nom                       | Naissance         | Nationalité sportive | International     | Dernier club          | Arrivée au club |
| Talonneurs                | Talonneurs        | Talonneurs           | Talonneurs        | Talonneurs            | Talonneurs      |
| ------------------------- | ----------------- | -------------------- | ----------------- | --------------------- | --------------- |
| Teddy Durand              | 14 octobre 1999   | France               | -                 | Formé au club         | 2019            |
| Benjamin Geledan          | 8 avril 1990      | France               | -                 | Stade rochelais       | 2016            |
| Peniami Narisia           | 10 juin 1997      | Fidji                |                   | Racing 92             | 2024            |
| Piliers                   |                   |                      |                   |                       |                 |
| Antoine Abraham           | 1er mai 1995      | France               | -                 | RC Vannes             | 2022            |
| Thibault Berthaud         | 12 avril 1997     | France               | -                 | Soyaux Angoulême XV   | 2021            |
| Adrien Bordenave          | 29 juillet 1993   | France               | -                 | Colomiers rugby       | 2019            |
| Oli Kebble                | 18 juin 1992      | Écosse               |                   | Glasgow Warriors      | 2024            |
| Ali Oz                    | 28 mai 1995       | France               | -                 | Racing 92             | 2023            |
| Paulo Tafili              | 15 février 1996   | France               | -                 | Lyon OU               | 2024            |
| Christopher Vaotoa        | 16 novembre 1996  | France               | -                 | Union Bordeaux Bègles | 2023            |
| Deuxièmes lignes          |                   |                      |                   |                       |                 |
| Phoenix Battye (en)       | 28 septembre 1990 | Australie            | -                 | AS Béziers            | 2017            |
| Hugo Fabregue             | 3 septembre 1992  | France               | -                 | USON Nevers           | 2022            |
| Ewan Johnson              | 27 juin 1999      | Écosse               |                   | RC Vannes             | 2023            |
| Victor Lebas              | 9 juin 1993       | France               | -                 | CA Brive              | 2022            |
| Manuel Leindekar          | 23 avril 1997     | Uruguay              |                   | Aviron bayonnais      | 2024            |
| Troisièmes lignes aile    |                   |                      |                   |                       |                 |
| Hugo Hermet               | 2 août 2001       | France               | -                 | Castres olympique     | 2022            |
| Kévin Kornath             | 27 décembre 1996  | France               | -                 | Castres olympique     | 2023            |
| Kevin Lebreton            | 7 janvier 1995    | France               | -                 | Rouen NR              | 2021            |
| Antoine Miquel            | 20 juin 1994      | France               | -                 | Union Bordeaux Bègles | 2024            |
| David Odiase (en)         | 19 janvier 2003   | Italie               | -                 | Rugby Colorno         | 2022            |
| Wandrille Picault         | 1er janvier 1994  | France               | -                 | RC Vannes             | 2022            |
| Troisièmes lignes centre  |                   |                      |                   |                       |                 |
| Loïc Godener              | 13 août 1995      | France               | -                 | ASM Clermont          | 2023            |
| Veresa Tuqovu Ramototabua | 12 juin 2000      | Fidji                | -                 | Stade montois         | 2024            |
| Demis de mêlée            |                   |                      |                   |                       |                 |
| Yvan David                | 19 août 2002      | France               | -                 | Formé au club         | 2022            |
| Vasil Lobzhanidze         | 14 octobre 1996   | Géorgie              |                   | RC Toulon             | 2024            |
| Jonathan Ruru             | 2 février 1993    | Nouvelle-Zélande     |                   | Provence Rugby        | 2023            |
| Cameron Wright            | 20 avril 1994     | Afrique du Sud       | -                 | Sharks                | 2025            |
| Demis d'ouverture         |                   |                      |                   |                       |                 |
| Justin Bouraux            | 18 juin 2002      | France               | -                 | Formé au club         | 2022            |
| Zack Holmes               | 30 mai 1990       | Australie            | -                 | Union Bordeaux Bègles | 2024            |
| Chris Smith (en)          | 9 septembre 1994  | Afrique du Sud       | -                 | Bulls                 | 2024            |
| Centres                   |                   |                      |                   |                       |                 |
| Lucas Mensa               | 24 mai 1996       | Argentine            |                   | Stade montois         | 2023            |
| Maëlan Rabut              | 8 septembre 1996  | France               | -                 | RC Toulon             | 2024            |
| Edward Sawailau           | 4 avril 1996      | Fidji                | -                 | USA Perpignan         | 2024            |
| Afusipa Taumoepeau        | 26 janvier 1990   | Tonga                |                   | USA Perpignan         | 2025            |
| Ailiers                   |                   |                      |                   |                       |                 |
| Souleymane Coulibaly      | 21 janvier 2002   | France               | -                 | Formé au club         | 2022            |
| Daniel Ikpefan            | 26 avril 1993     | France               | -                 | Section paloise       | 2023            |
| Karim Qadiri              | 16 février 1996   | Maroc                |                   | FC Grenoble           | 2024            |
| Gavin Stark               | 18 décembre 1995  | Nouvelle-Zélande     | -                 | Biarritz olympique    | 2022            |
| Arrières                  |                   |                      |                   |                       |                 |
| Martín Bogado             | 29 avril 1998     | Argentine            |                   | Highlanders           | 2024            |
| Maxime Salles             | 21 mars 1997      | France               | -                 | US Montauban          | 2023            |
| Darren Sweetnam           | 5 mai 1993        | Irlande              | Drapeau : Irlande | Stade rochelais       | 2021            |

### Le staff
Staff Oyonnax Rugby pour la saison 2025-2026 :
- Fabien Cibray (Manager sportif)
- Johann Authier (Entraîneur des arrières)
- Mariano Taverna (Entraîneur des avants)
- Vincent Debaty (Entraîneur de la mêlée)

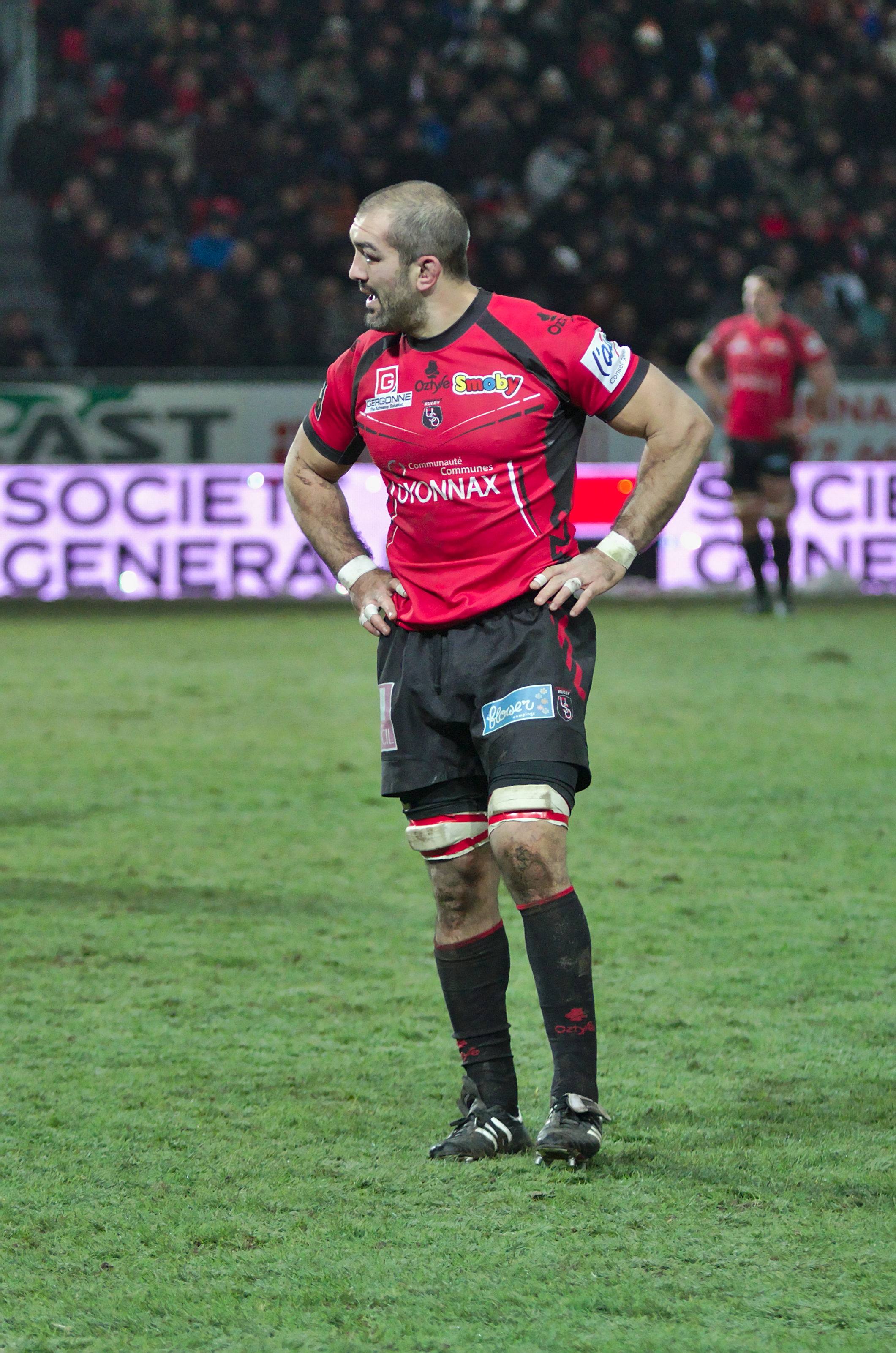
Joe El Abd
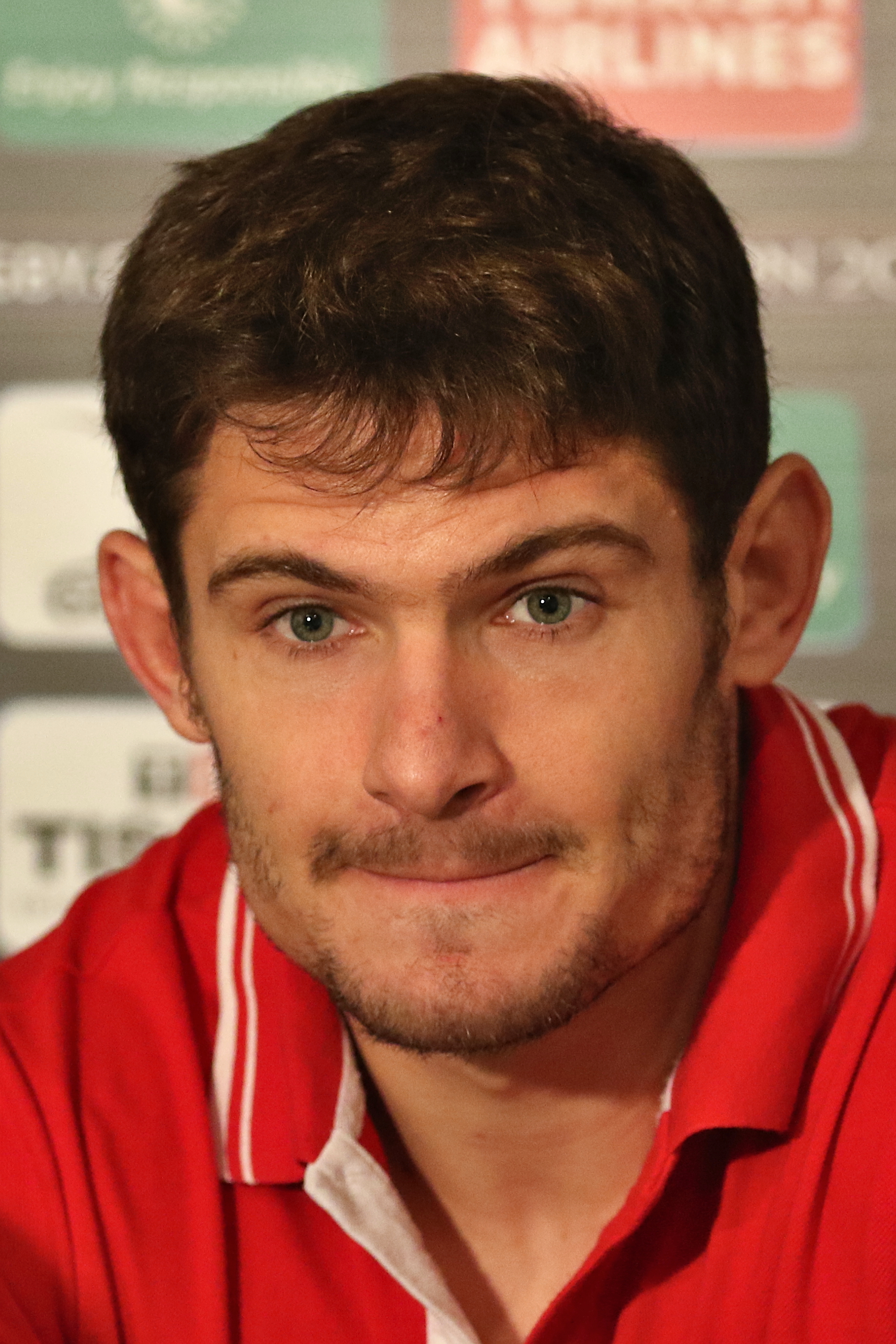
Fabien Cibray
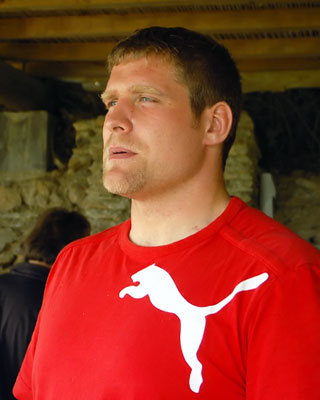
Vincent Debaty
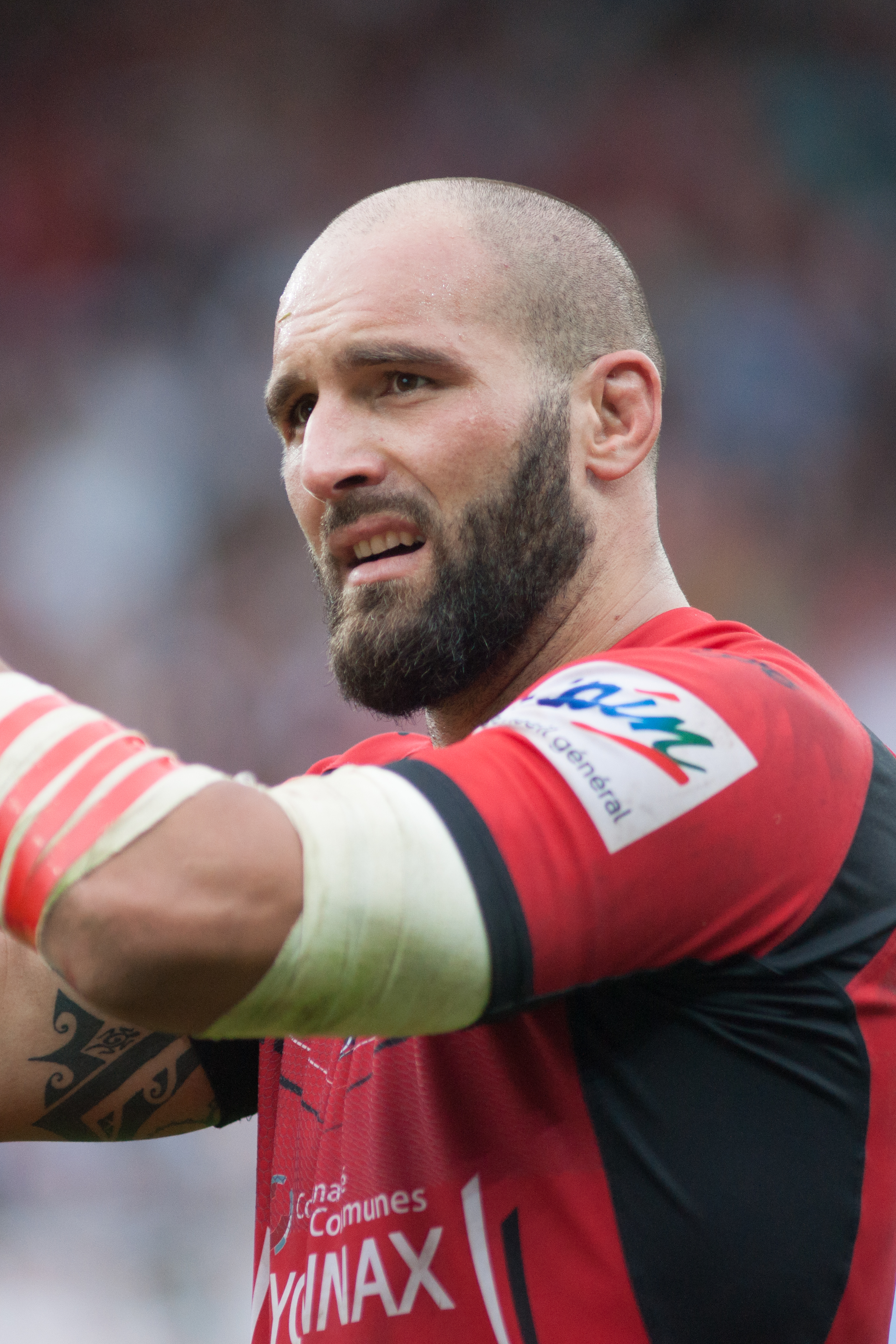
Valentin Ursache

### Présidents

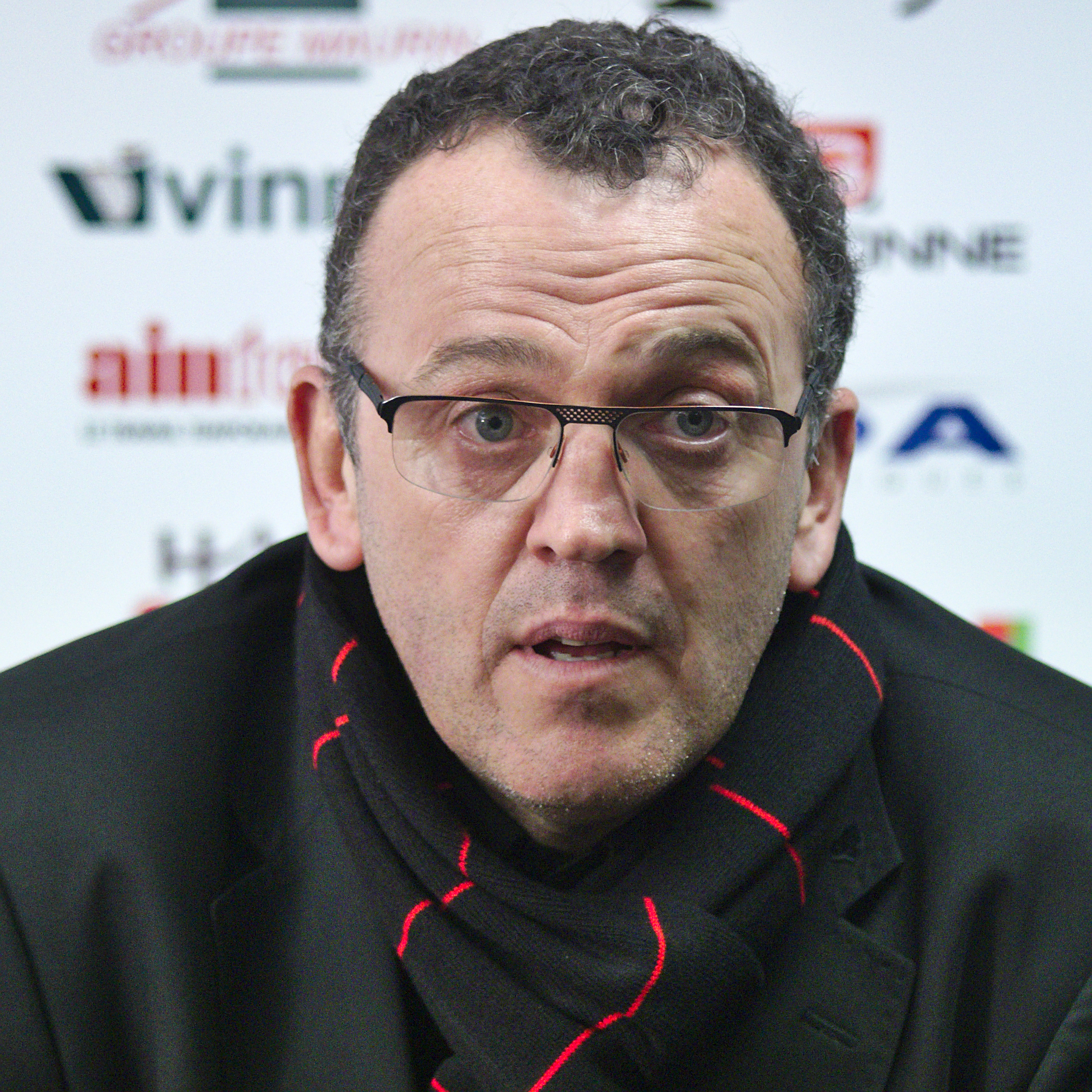
Thierry Emin, président de 2015 à 2022.

- 1988-1989 : Maurice Chapelu
- 1995-2015 : Jean-Marc Manducher[25]
- 2015-2022 : Thierry Emin
- 2022- : Dougal Bendjaballah

### Entraîneurs
| Saisons                      | Entraîneur(s)                        | Adjoint(s) | Titre(s)                           |
| 1977 - 1978                  | Alexandru Penciu                     | |                                    |
| 1988 - 1989                  | Jean-Marcel Coulais                  | |                                    |
| 1990 - 1992                  | Henri Cabrol                         | |                                    |
| 1992 - 1993                  | Laurent Grappin                      | |                                    |
| 1993 - 1994                  | Laurent Grappin Philippe Braem       | |                                    |
| 1994 - 1998                  | Christian Pisani Philippe Braem      | |                                    |
| 1998 - 1999                  | Éric Catinot Philippe Braem          | |                                    |
| 1999 - 2000                  | Laurent Grappin Gilbert Genevois     | |                                    |
| 2000 - 2002                  | Serge Toustou                        | | Champion de France Fédérale 1 2001 |
| 2002 - 2005                  | Éric Catinot                         | |                                    |
| 2005 - 2007                  | Éric Catinot                         | Laurent Martin |                                    |
| 2007 - 2010                  | Christophe Urios                     | Olivier Nier (arrières)                                                                                              |                                    |
| 2010 - 2014                  | Christophe Urios                     | Frédéric Charrier (arrières)                                                                                         | Champion de France Pro D2 2013     |
| 2014 - 2015                  | Christophe Urios                     | Joe El Abd (avants) Frédéric Charrier (arrières)                                                                     |                                    |
| Juillet 2015 - Novembre 2015 | Olivier Azam                         | Pascal Peyron (avants) Stéphane Glas (arrières)                                                                      |                                    |
| Novembre 2015 - 2016         | Johann Authier                       | Pascal Peyron (avants) Stéphane Glas (arrières)                                                                      |                                    |
| 2016 - 2017                  | Johann Authier                       | Adrien Buononato (avants) Stéphane Glas (arrières)                                                                   | Champion de France Pro D2 2017     |
| 2017 - Janvier 2018          | Adrien Buononato (directeur sportif) | Jamie Cudmore (conquête) Vincent Krischer (défense) Mike Prendergast (attaque)                                       |                                    |
| Janvier - Juin 2018          | Adrien Buononato (directeur sportif) | Vincent Krischer (défense) Mike Prendergast (attaque)                                                                |                                    |
| Juin 2018 - Juin 2019        | Adrien Buononato (directeur sportif) | Manny Edmonds |                                    |
| 2019 - 2020                  | Joe El Abd (directeur sportif)       | Manny Edmonds (arrières) Vincent Debaty (mêlée) Maurie Fa'asavalu (attaque) Viliami Ma'afu (défense)                 |                                    |
| 2020 - 2021                  | Joe El Abd (directeur sportif)       | Manny Edmonds (arrières) Vincent Debaty (mêlée) Maurie Fa'asavalu (attaque)                                          |                                    |
| 2021 - 2022                  | Joe El Abd (directeur sportif)       | Manny Edmonds (arrières) Vincent Debaty (avants) Alex Codling (touche)                                               |                                    |
| 2022 - 2023                  | Joe El Abd (directeur sportif)       | Vincent Debaty (principal) Alex Codling (touche) Fabien Cibray (attaque)                                             | Champion de France Pro D2 2023     |
| 2023 - 2024                  | Joe El Abd (directeur sportif)       | Fabien Cibray (attaque) Vincent Debaty (mêlée) Dewald Senekal (touche)                                               |                                    |
| 2024 - 2025                  | Joe El Abd (directeur sportif)       | Fabien Cibray (attaque) Vincent Debaty (mêlée) Valentin Ursache (touche)                                             |                                    |
| 2025 -                       | Fabien Cibray (directeur sportif)    | Johann Authier (arrières) Mariano Taverna (avants) Vincent Debaty (mêlée) Alexis Lalarme (skills - adjoint arrières) |                                    |

Valentin Ursache

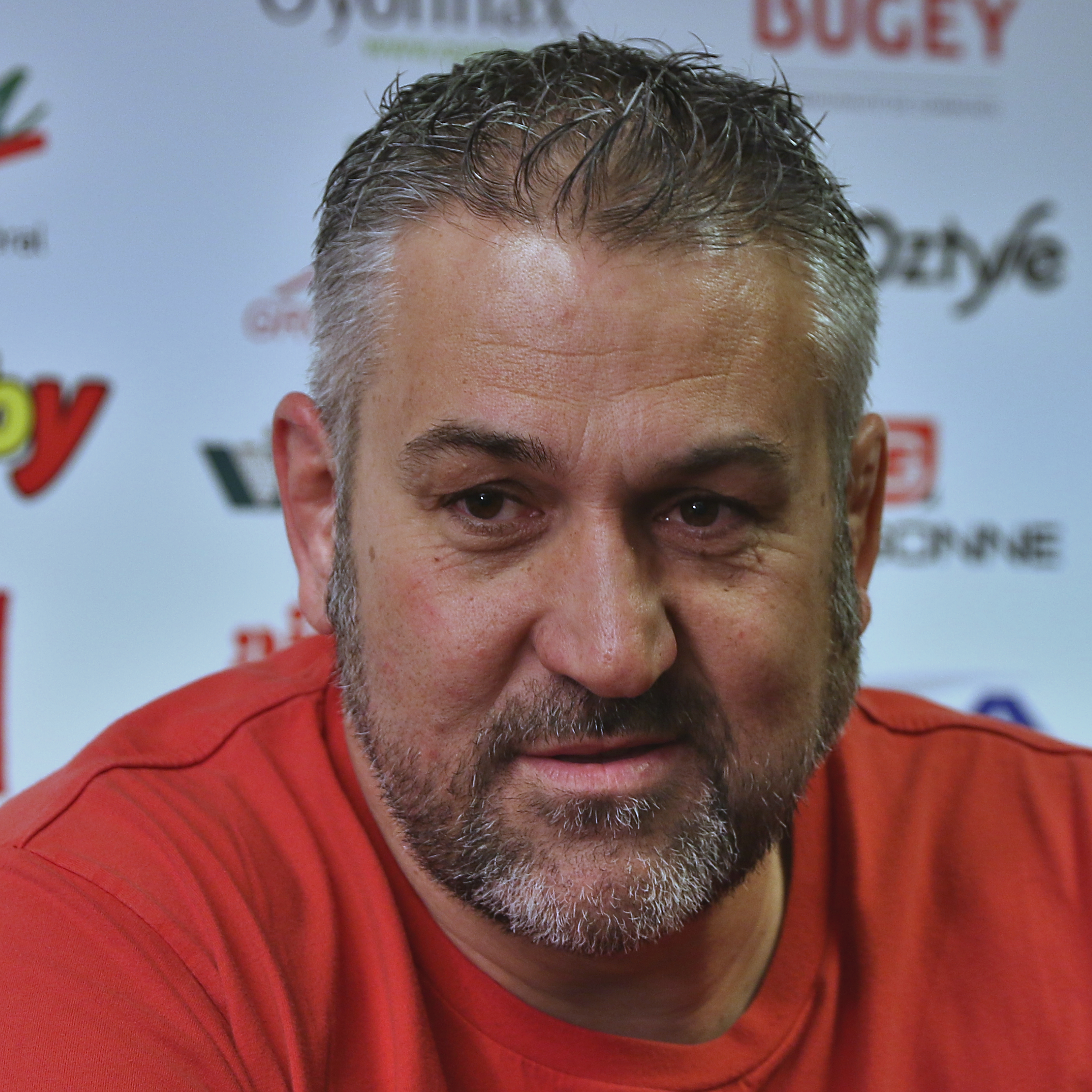
Christophe Urios
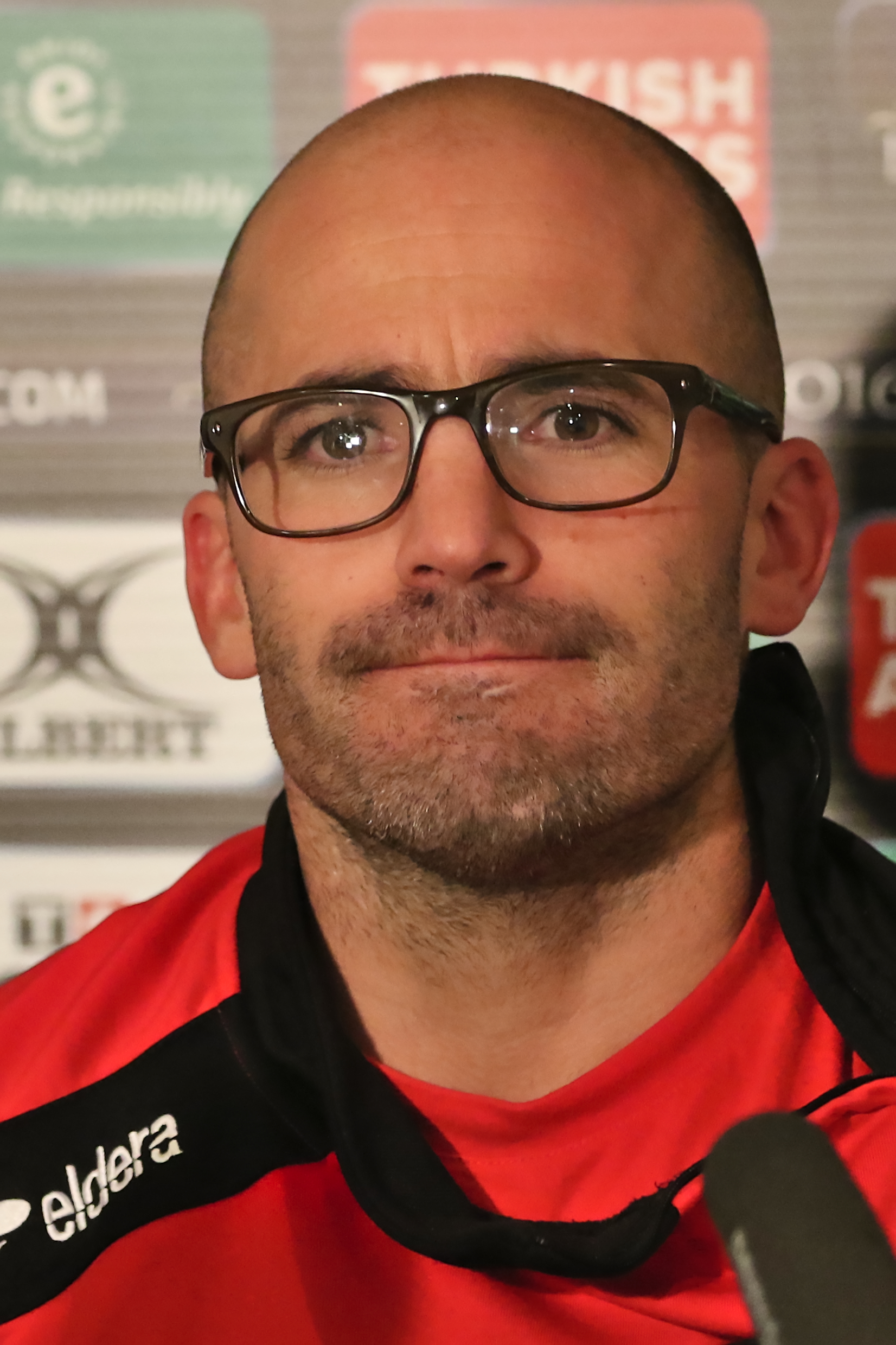
Johann Authier
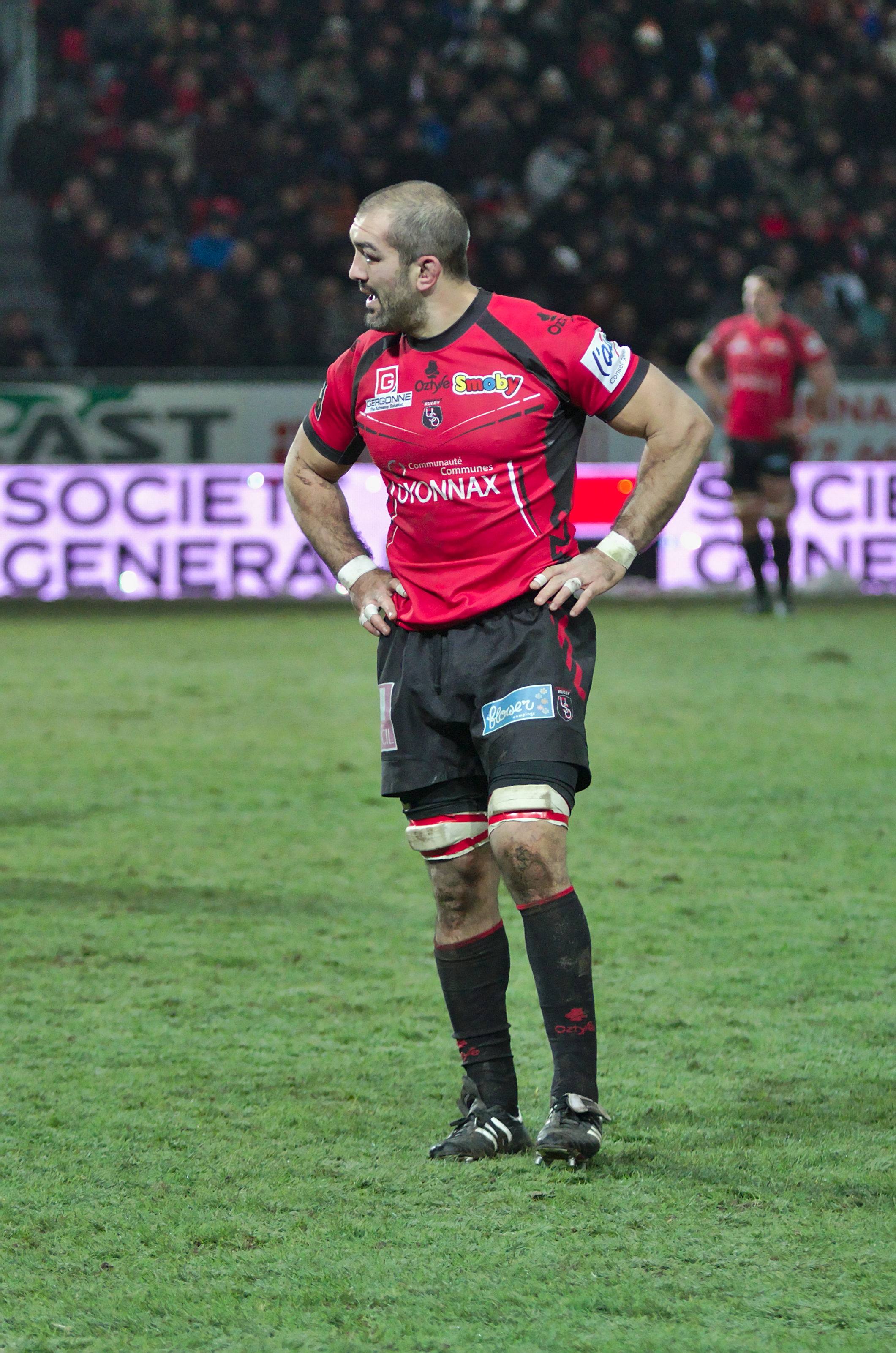
Joe El Abd

## Évolution du budget
| Saison | 2015-2016 | 2016-2017 | 2017-2018 | 2018-2019 | 2019-2020 | 2020-2021 | 2021-2022 | 2022-2023 | 2023-2024 | 2024-2025 |
| Budget | 16,0 M€   | 11,2 M€   | 15,4 M€   | 11,0 M€   | 11,0 M€   | 9,0 M€    | 10,0 M€   | 11,2 M€   | 17,0 M€   | 14 M€     |

## Records des essais les plus rapides de l'histoire

### En Top 14
- Thibault Lassalle : 11 secondes[33], lors de Castres - Oyonnax, en 2014, au Stade Pierre-Fabre de Castres.

### En Pro D2
- Adrian Sanday : 9 secondes[34], lors d'Oyonnax - Soyaux Angoulême, en 2021, au Stade Charles-Mathon d'Oyonnax.